# Carlos Sainz Jr.
Carlos Sainz Vázquez de Castro, noto come Carlos Sainz Jr. o più semplicemente come Carlos Sainz (Madrid, 1º settembre 1994), è un pilota automobilistico spagnolo, attivo in Formula 1 con la Williams.
Ha corso nella massima categoria con la Toro Rosso dal 2015 al 2017, con la Renault dal 2017 al 2018 e con la McLaren dal 2019 al 2020. Dal 2021 al 2024 è stato al volante della Ferrari. Dal 2025 è un pilota della Williams.

## Biografia
È figlio del pilota, due volte vincitore del campionato del mondo rally e quattro del Rally Dakar, Carlos Sainz. Nonostante la famosa figura paterna, la passione motoristica di Sainz Jr. si è indirizzata verso la Formula 1 anziché gli sterrati, grazie agli esordi nel karting e soprattutto al tifo giovanile per il connazionale Fernando Alonso, che ha poi ritrovato come avversario una volta approdato nel circus.
Il suo numero di gara è il 55, inizialmente «una scelta di ripiego» poiché nel 2015, al debutto in Formula 1, aveva trovato non disponibili sia il suo numero preferito, il 19, usato da Felipe Massa, sia la sua seconda scelta, il 5, usato da Sebastian Vettel: ha quindi propeso per il raddoppio di quest'ultimo, anche per via dell'assonanza grafica con la doppia esse che, rispettivamente, chiude il suo nome e apre il suo cognome (Carlo55ainz).
Appassionato molto di sport, gioca regolarmente a golf e tennis; in quest'ultimo sport ha come idolo il connazionale Rafael Nadal. Inoltre è anche appassionato di calcio e tifoso del Real Madrid.

### Vita privata
È stato fidanzato con Isabel Hernáez dal 2017 al 2023.
Nel 2024 è resa nota, ai media e nel circus, la relazione con la modella scozzese Rebecca Donaldson.

## Carriera

### Kart
Ha fatto il suo debutto ufficiale sui go-kart nel 2005; tra i suoi successi vanta quello della prestigiosa gara Monaco Kart Cup del 2009.

### Formula BMW

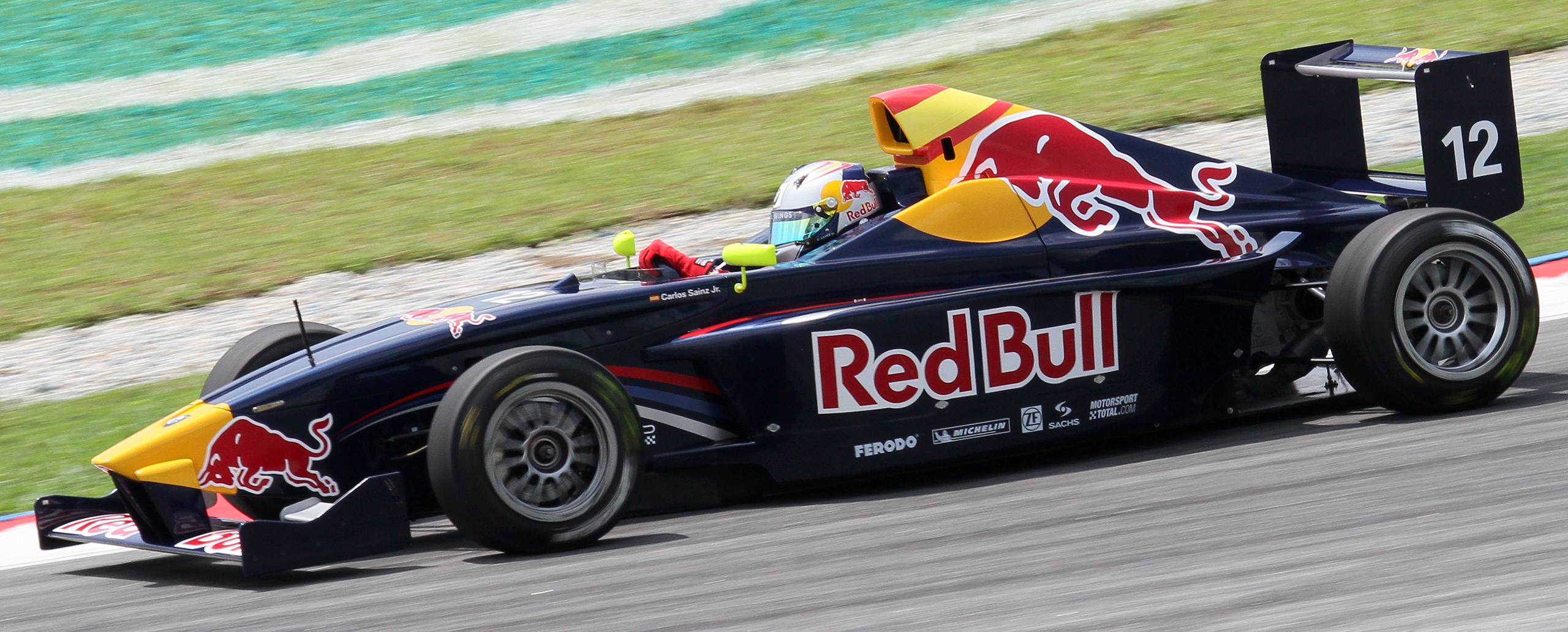
Sainz Jr. nel 2010 a Sepang.

Nel 2010 entra a far parte del Red Bull Junior Team e, contemporaneamente, partecipa al campionato europeo di Formula BMW con il team EuroInternational insieme a Daniil Kvyat e Michael Lewis. Conquista una sola vittoria, a Silverstone arrivando davanti a Robin Frijns, lo spagnolo chiude quarto e ottiene il titolo di Rookie Cup. Lo stesso anno partecipa part time come pilota ospite alla Formula BMW Pacifico, Sainz conquista tre vittorie tra cui l'ultima a Macao.

### Formula Renault e F3 britannica

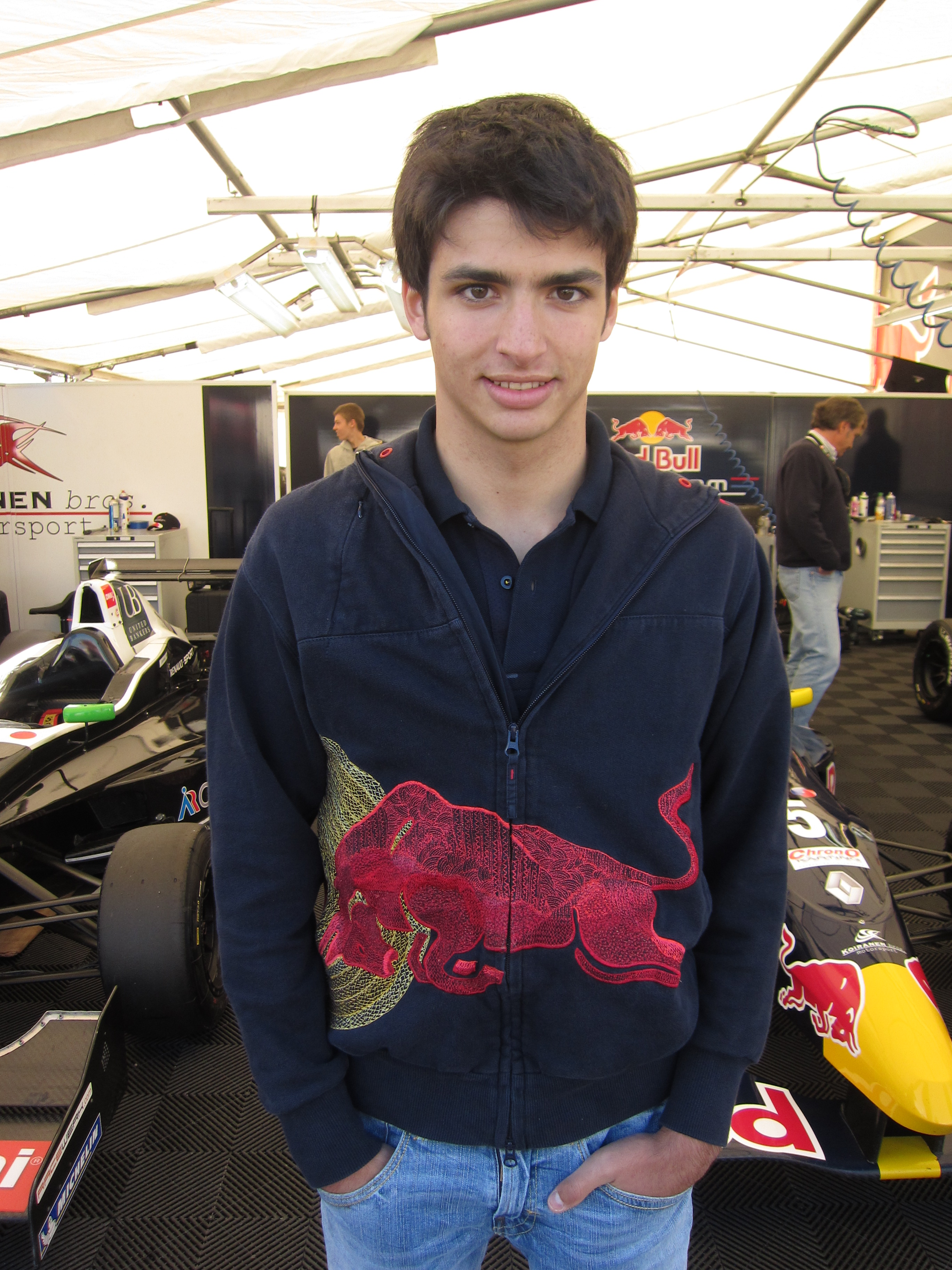
Sainz Jr. nel 2011 all'Hockenheimring.

Nel 2011 vince la Northern European Cup della Formula Renault 2.0 e si classifica secondo nella Eurocup. L'anno seguente ha corso con vettura del team Carlin Motorsport nel campionato britannico di Formula 3, ottenendo 4 vittorie e il 6º posto in classifica generale, in quello europeo della stessa Formula, ottenendo la 5ª posizione in classifica, e nella Formula 3 Euro Series, ottenendo la 9ª posizione. Nel 2014 ha vinto la Formula Renault 3.5 Series con una vettura del team DAMS.

### GP3
Nel 2013 ha corso anche nel campionato di GP3 con una vettura del team MW Arden, team di proprietà del boss della Red Bull Christian Horner e del pilota Mark Webber. Sainz ottiene due podi, un terzo posto a Valencia e un secondo posto all'Hungaroring, conquista anche una pole position sul Circuito di Spa-Francorchamps, ma in gara è costretto al ritiro e vince il suo compagno di team Daniil Kvjat. Chiude la stagione al decimo posto in classifica generale.

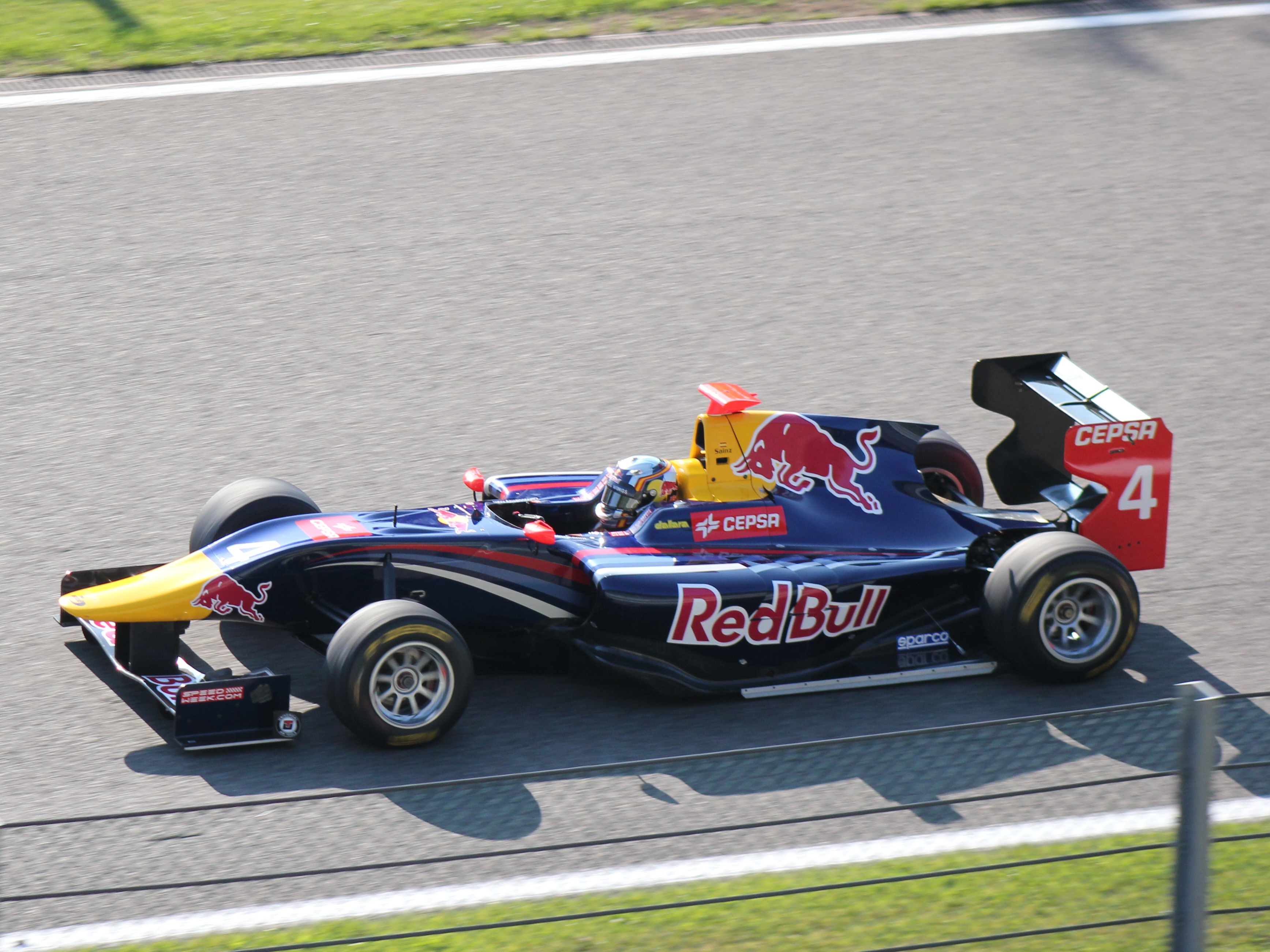
Sainz Jr. in GP3 nel 2013.

Nel novembre del 2013 Sainz ha effettuato dei test per la GP2 ma non ha mai fatto parte di un campionato ufficiale, decidendo di tornare a correre nella Formula Renault.

### Formula 1

#### I primi test (2013-2014)
Nel 2013 prende parte ai test di Silverstone al volante sia della Toro Rosso, sia della Red Bull, mentre nel novembre del 2014 partecipa ai test di Abu Dhabi alla guida di una RB10 della Red Bull.

#### Le prime stagioni in Toro Rosso (2015-2016)

##### 2015

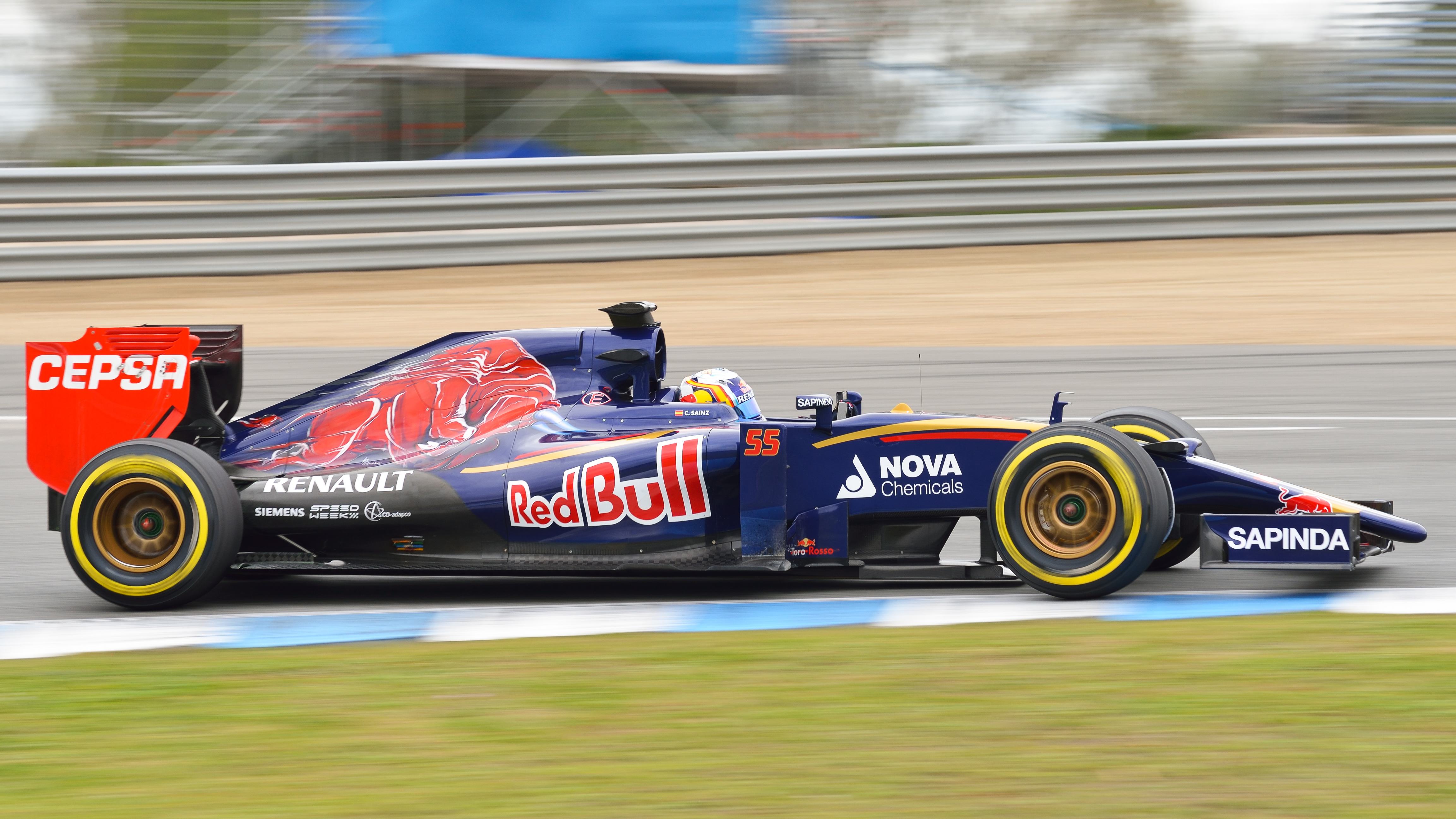
Sainz Jr. nel 2015

Il 28 novembre 2014 è stato annunciato il suo ingaggio da parte della Scuderia Toro Rosso per il campionato mondiale di Formula 1 2015, al fianco di Max Verstappen. Al Gran Premio d'esordio in Australia Sainz si dimostra competitivo, ma a causa di problemi al pit stop termina la gara al nono posto, ottenendo con tale piazzamento i primi punti iridati. In Malesia ottiene di meglio, chiudendo ottavo. In Cina non guadagna alcun punto, né tantomeno in Bahrain dove si ritira per un guasto meccanico. In Spagna chiude nono dopo aver raggiunto la quinta posizione in qualifica. A Monaco arriva decimo dopo essere partito dalla corsia box. Dal Gran Premio del Canada a quello di Monza non ottiene nessun punto, complice i tanti ritiri. A Singapore chiude nono, dietro al compagno di squadra Max Verstappen. In Giappone chiude decimo. Nel finale di stagione ottiene solo un piazzamento a punti, nel Gran Premio degli Stati Uniti, dove chiude in settima posizione. Conclude la stagione al 15º posto, con 18 punti conquistati.

##### 2016

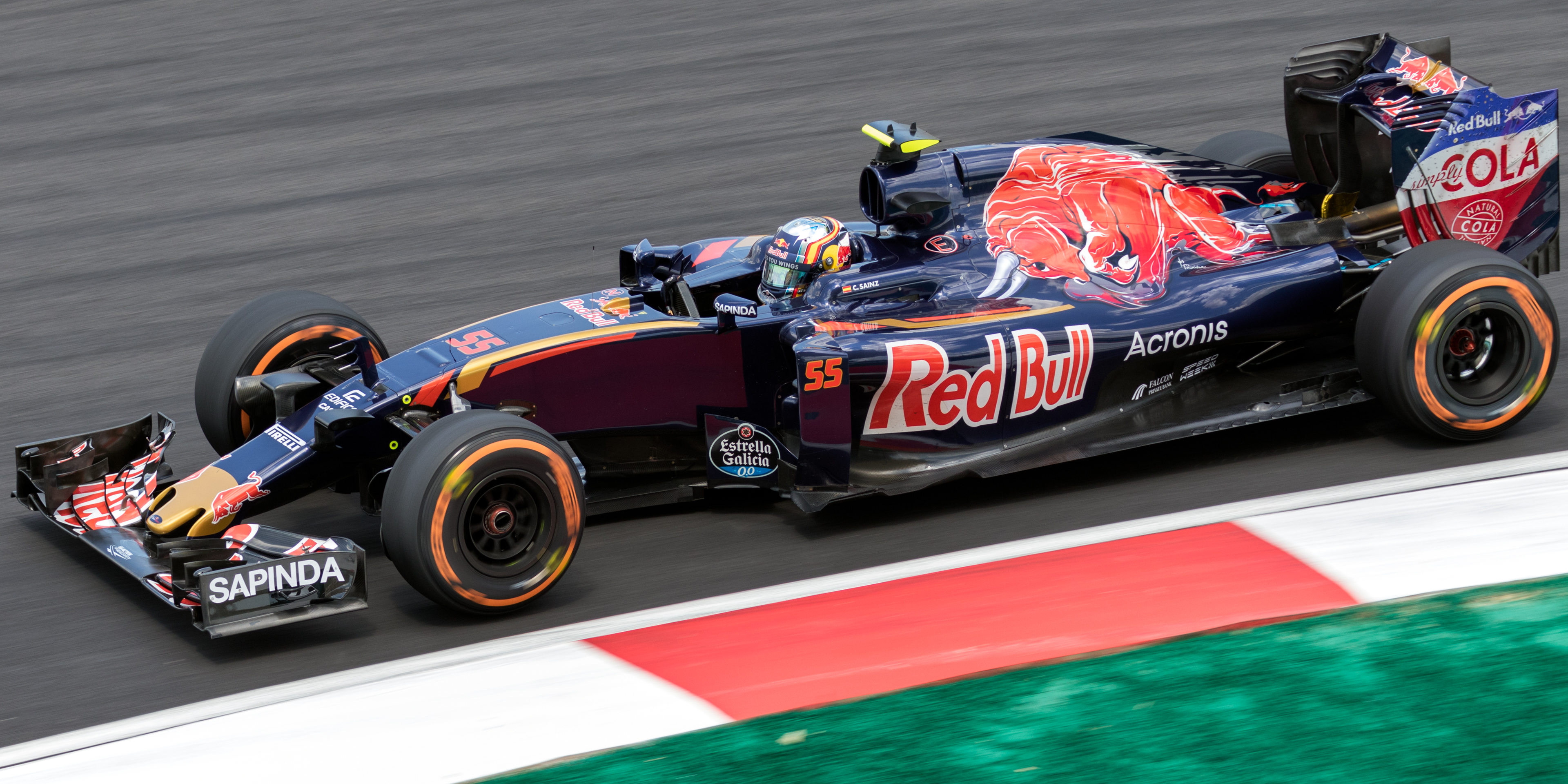
Sainz Jr. al Gran Premio della Malesia 2016.

Nel 2016 la stagione parte discretamente: al Gran Premio d'Australia chiude nono, dopo essere partito dalla settima casella. In Bahrain si ritira, ma in Cina torna a punti, nono. Dopo un ritiro nel Gran Premio di Russia, in Spagna conclude al sesto posto, dopo essere anche stato in terza posizione nei primi giri. A Monaco chiude sesto, mentre in Canada conclude nono, dopo essere partito indietro per un suo errore alla “Curva dei Campioni“. Dopo un ritiro nel Gran Premio d'Europa, il pilota spagnolo ottiene tre ottavi posti in Austria, Gran Bretagna e Ungheria che lo portano in decima posizione nel mondiale. Al Gran Premio di Germania chiude quattordicesimo. Nell'ultima parte del mondiale ottiene solo due piazzamenti a punti: due sesti posti, negli Stati Uniti e in Brasile, chiudendo in 12ª posizione assoluta con 46 punti.

#### Dalla Toro Rosso alla Renault (2017-2018)

##### 2017

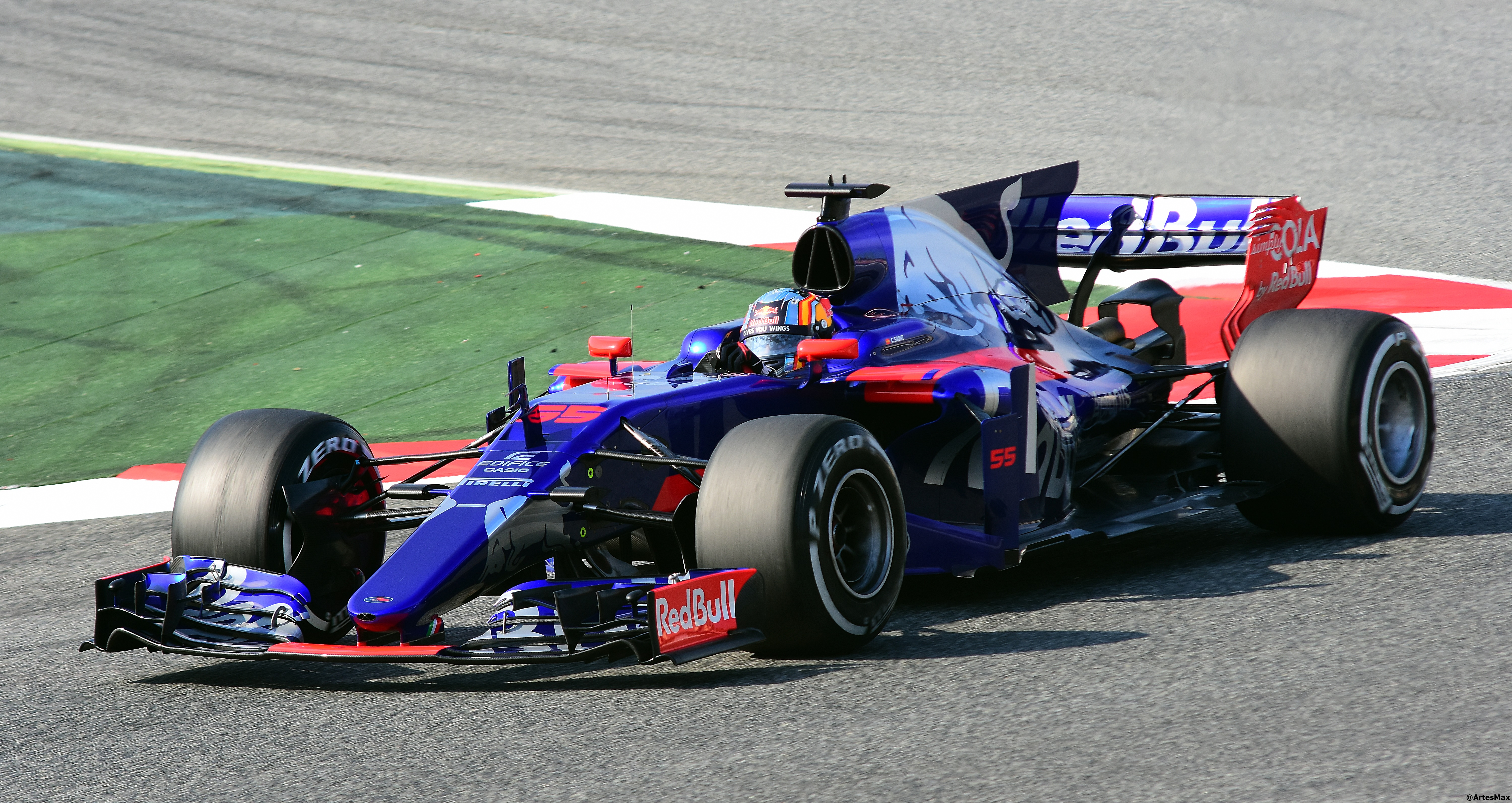
Sainz Jr. durante i test 2017 a Barcellona.

Nel 2017 Sainz viene confermato dalla Toro Rosso. Inizia la stagione con diversi piazzamenti a punti, con un ottavo posto in Australia seguito da un settimo posto in Cina. Ottiene punti in tutte le gare che conclude fino alla pausa estiva, con un sesto posto nel Gran Premio di Monaco come miglior risultato. Nel Gran Premio di Singapore il pilota iberico ottiene il suo miglior risultato in carriera (fino ad allora), tagliando il traguardo in quarta posizione.
Il 7 ottobre viene annunciato il suo passaggio in Renault per gli ultimi quattro Gran Premi della stagione, sostituendo Jolyon Palmer. Al suo primo Gran Premio con la scuderia francese, Sainz arriva subito a punti; è costretto invece al ritiro per problemi tecnici nella gara successiva. Chiude in nona posizione nel mondiale, con 54 punti.

##### 2018

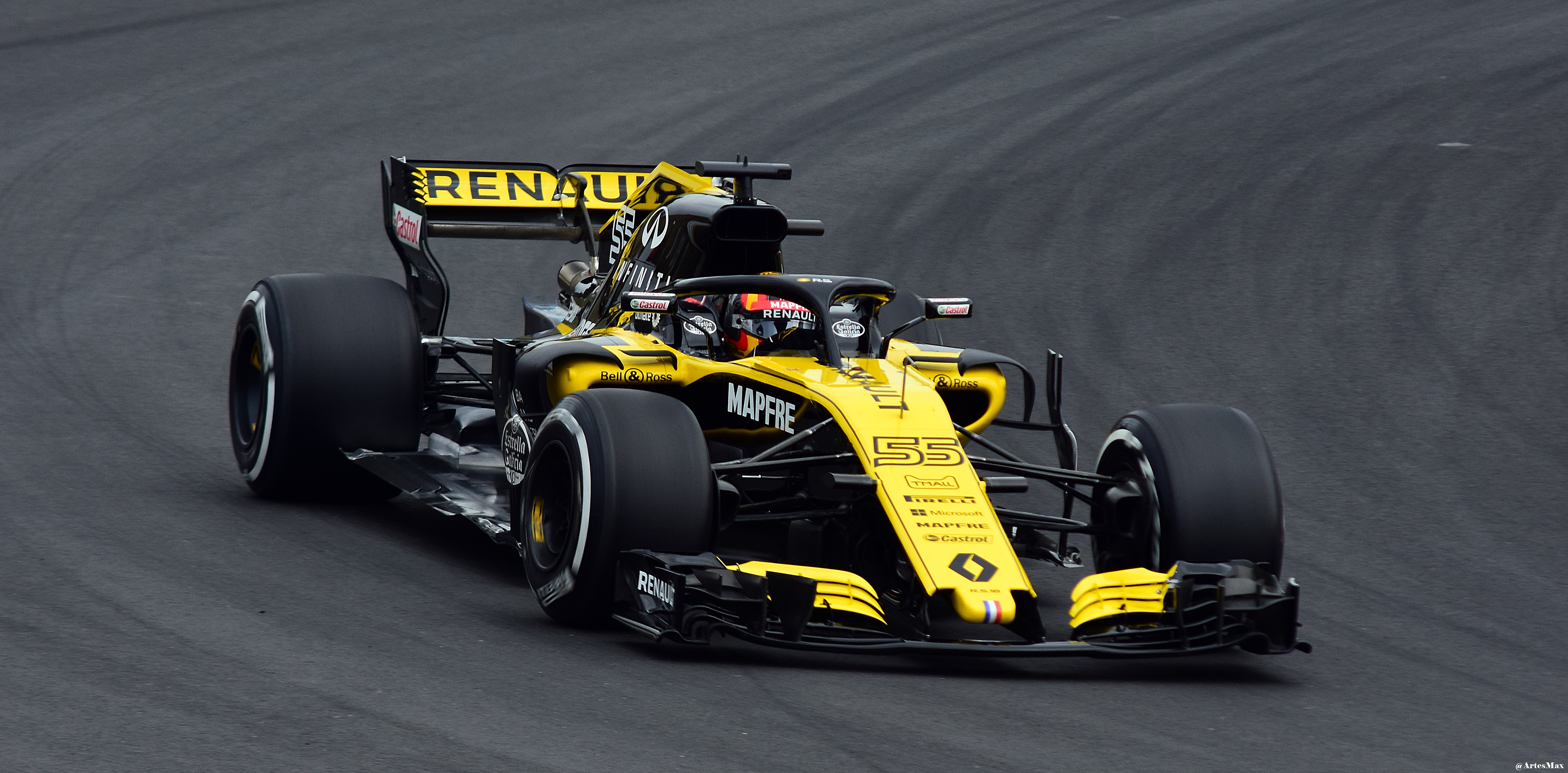
Sainz Jr. durante i test prestagionali 2018.

La stagione 2018 inizia positivamente per lo spagnolo, con il decimo posto in Australia. Dopo l'undicesimo posto in Bahrein, giunge costantemente a punti nelle prove successive, ottenendo un quinto posto nel Gran Premio d'Azerbaigian, ovvero il suo miglior piazzamento stagionale. Conclude la stagione con 53 punti e un discreto decimo posto in classifica, seppur dietro al compagno di squadra Nico Hülkenberg.
Anche grazie ai suoi risultati la Renault ottiene la quarta posizione nella classifica costruttori: tuttavia, già nella pausa estiva il pilota iberico, dopo essere stato costretto all'addio al termine dell'annata a causa dell'arrivo di Ricciardo in Renault, sigla un accordo con la McLaren, dove sostituisce il ritirato Alonso.

#### McLaren (2019-2020)

##### 2019

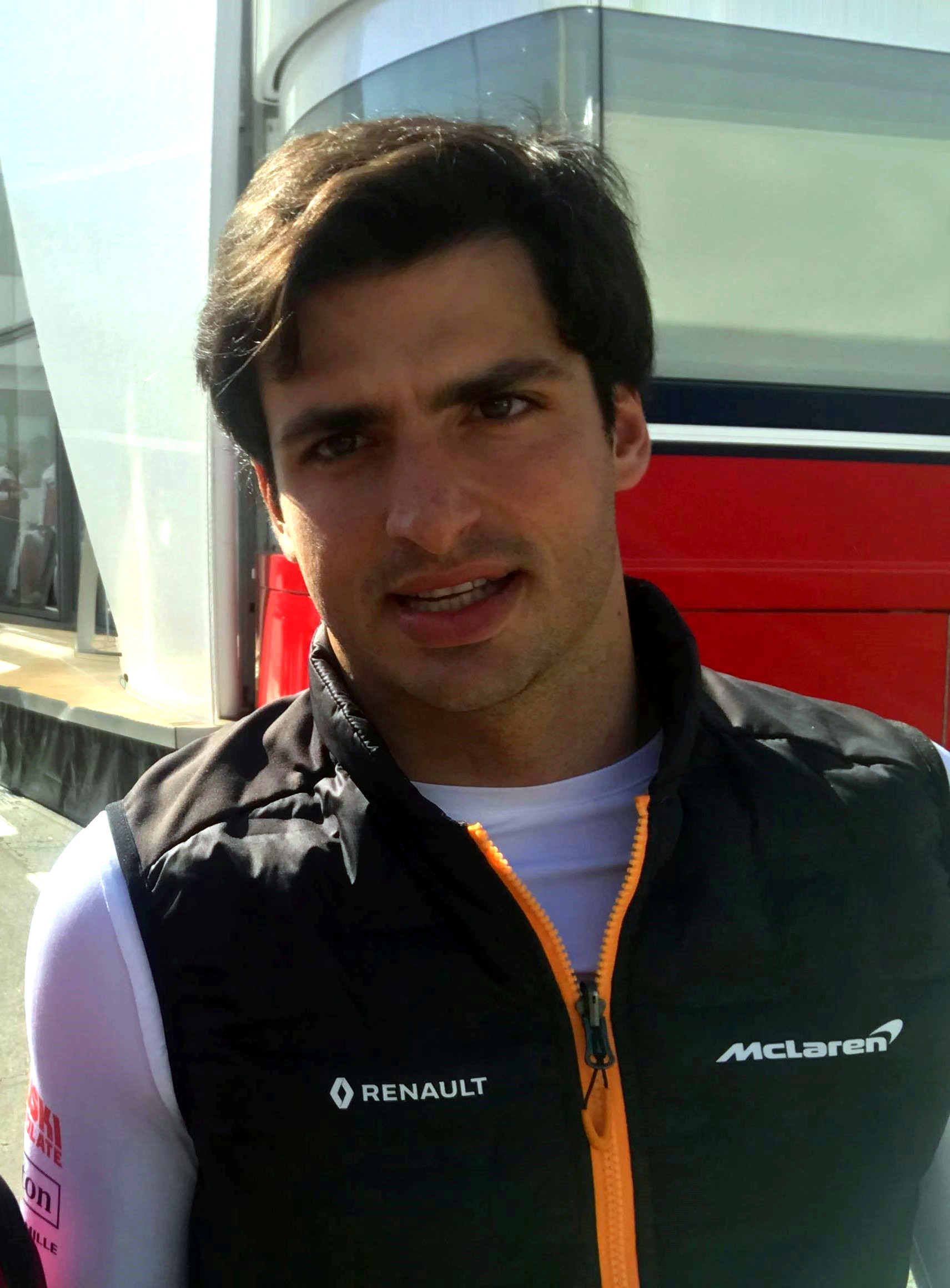
Sainz Jr. durante i test prestagionali 2019 a Barcellona.

Le prime gare con la McLaren si rivelano deludenti, infatti nei primi tre Gran Premi Sainz non riesce a far segnare punti.
Con il proseguire della stagione Sainz riesce invece a sfruttare la ritrovata competitività della monoposto di Woking, che assieme al compagno di squadra Lando Norris condurrà al quarto posto finale in classifica costruttori. In particolare, lo spagnolo giunge costantemente a punti dal Gran Premio dell'Azerbaigian, finendo per essere spesso il primo dei piloti che non guidano una Mercedes, una Ferrari o una Red Bull. Il pilota iberico culmina la propria annata con il suo primo podio in carriera (nonché il primo per la McLaren dal 2014), ovvero una terza posizione al Gran Premio del Brasile, complice una penalità inflitta a Lewis Hamilton.

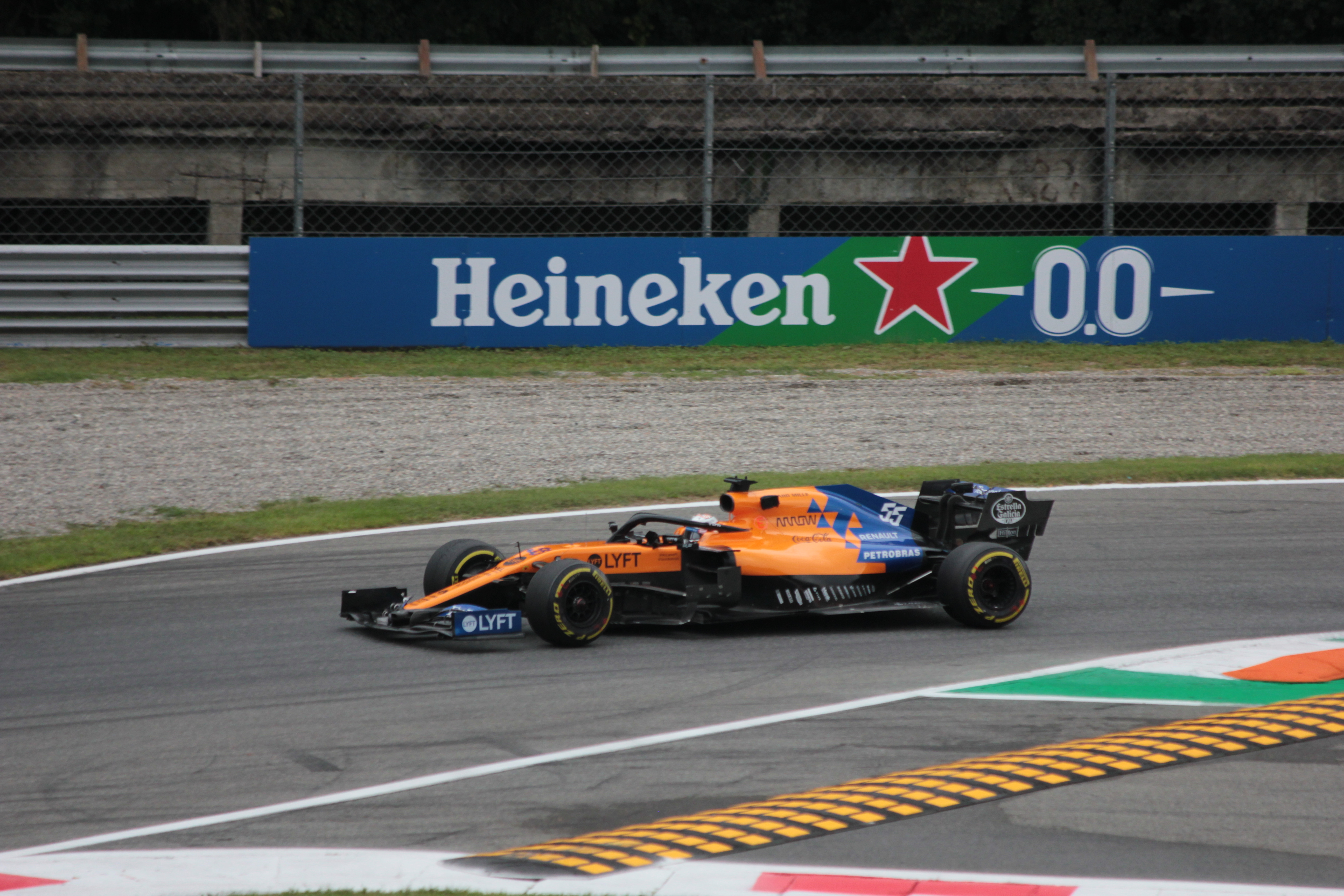
Sainz Jr. alla guida della McLaren MCL34 nelle prove libere del Gran Premio d'Italia 2019.

Sainz chiude la stagione al sesto posto nel mondiale piloti con 96 punti, davanti anche a Pierre Gasly e Alexander Albon, piloti della più veloce Red Bull per metà stagione ciascuno.

##### 2020
Pur rispettando gli accordi con McLaren anche per la stagione 2020, inizialmente rinviata a causa della pandemia di COVID-19, il 14 maggio 2020 lo spagnolo ufficializza l'accordo con la Ferrari, valevole a partire dal 2021, in sostituzione di Vettel.
L'ultima stagione nella scuderia britannica si apre con un convincente quinto posto nel Gran Premio d'Austria, miglior risultato in carriera dell'iberico su tale tracciato. Sempre nello stesso circuito, in occasione del seguente Gran Premio di Stiria, Sainz segna il suo primo giro più veloce in carriera, stabilendo peraltro il nuovo record di tempo su pista, dopo aver ottenuto il suo miglior risultato di sempre in qualifica con un terzo posto. Le gare seguenti sono poco fortunate per Sainz, che subisce una foratura nel Gran Premio di Gran Bretagna mentre si trova in quarta posizione, e non riesce nemmeno a partire al Gran Premio del Belgio per problemi alla power unit e allo scarico.
Il 6 settembre 2020, Sainz conquista il suo primo secondo posto in carriera, nel rocambolesco Gran Premio d'Italia, riportando la McLaren sul podio di Monza dopo 8 anni dall'ultima volta. Dopo due ritiri, il pilota spagnolo giunge a punti in tutte le ultime sette gare della stagione: nel Gran Premio del Portogallo è autore di un'ottima partenza che lo porta dalla settima alla prima posizione in due giri, ma la vettura non gli consente di andare oltre la sesta posizione finale; successivamente arrivano tre piazzamenti nei primi 5 consecutivi tra il Gran Premio di Turchia e le due gare in Bahrein.

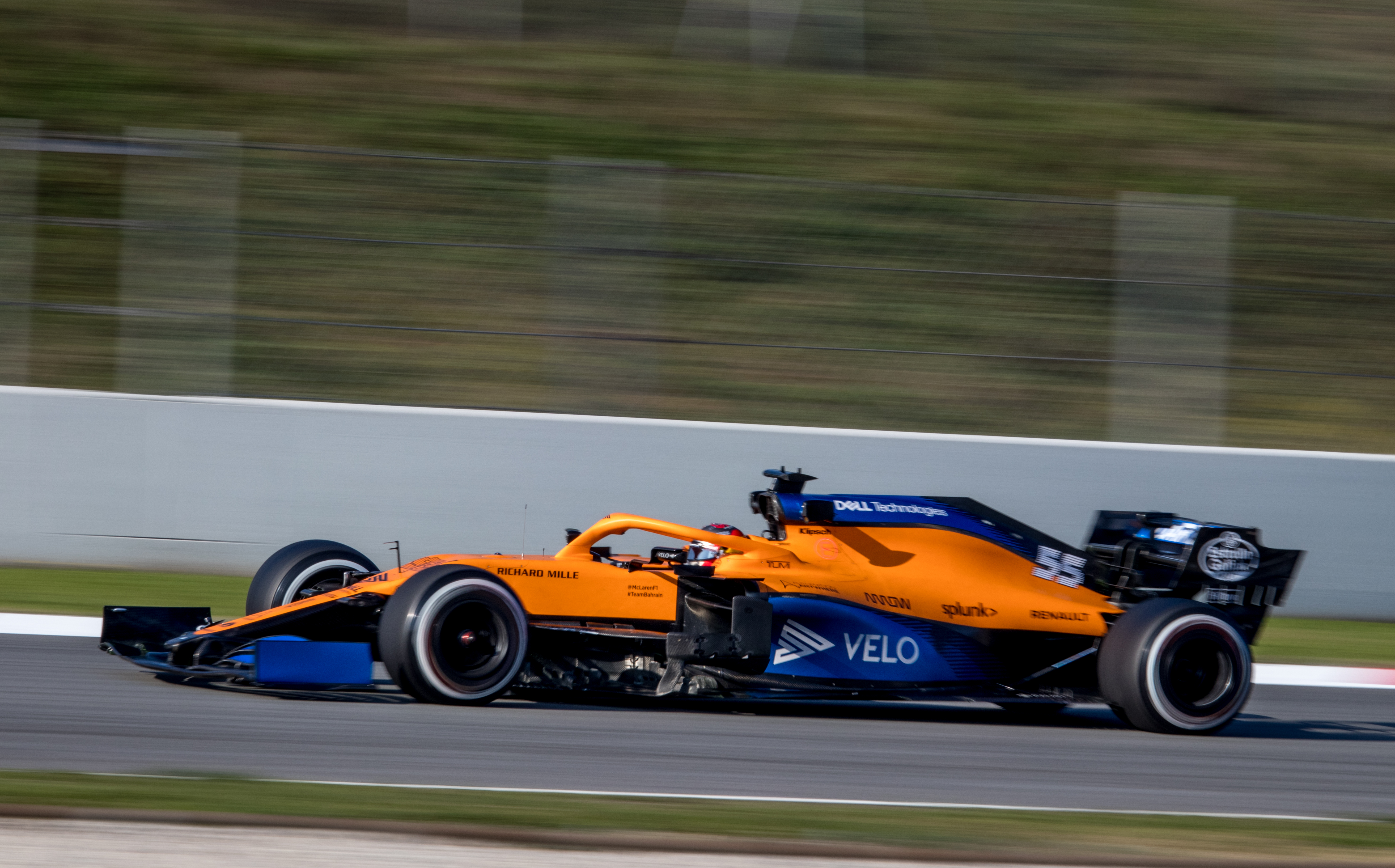
Sainz Jr. ai test prestagionali 2020.

Sainz conclude la stagione con la sesta posizione in classifica come l'anno precedente, ma con 9 punti in più nonostante il minor numero di gare dovuto alla pandemia di COVID-19, permettendo alla McLaren di arrivare terza nella classifica costruttori.

#### Ferrari (2021-2024)

##### 2021

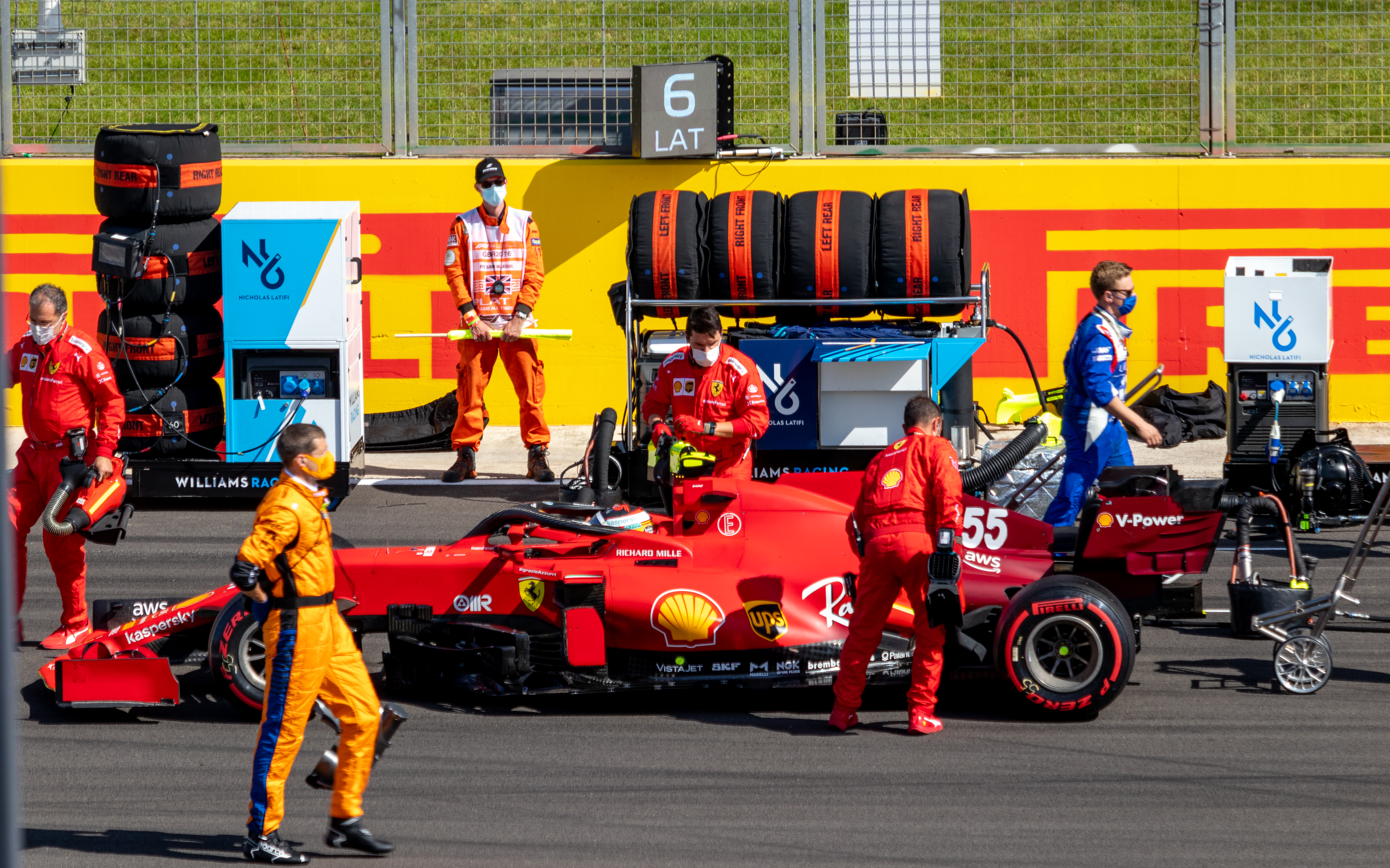
La Ferrari SF21 di Sainz Jr. sulla griglia di partenza del Gran Premio di Gran Bretagna 2021.

Passato in Ferrari, l'iberico debutta ufficialmente con la scuderia di Maranello nel Gran Premio del Bahrein, che termina all'ottavo posto. Nel seguente Gran Premio dell'Emilia-Romagna si distingue per una rimonta dall'undicesima alla quinta posizione. Dopo i complicati appuntamenti in Portogallo e Spagna, nel Gran Premio di Monaco, beneficiando della mancata partenza del compagno Charles Leclerc e di un problema al pit stop per Valtteri Bottas, centra il suo primo podio ferrarista, classificandosi secondo alle spalle di Max Verstappen. Le prestazioni dello spagnolo nelle successive gare dimostrano costanza e solidità, con una lodata rimonta al Gran Premio d'Austria dall'undicesima alla sesta posizione – poi mutata in quinta a causa della penalità inflitta a Sergio Pérez. Conclude la prima parte della stagione con un podio al Gran Premio d'Ungheria: dopo aver maturato il quarto posto in pista, questo viene convertito in terzo a seguito della squalifica inflitta a Vettel.

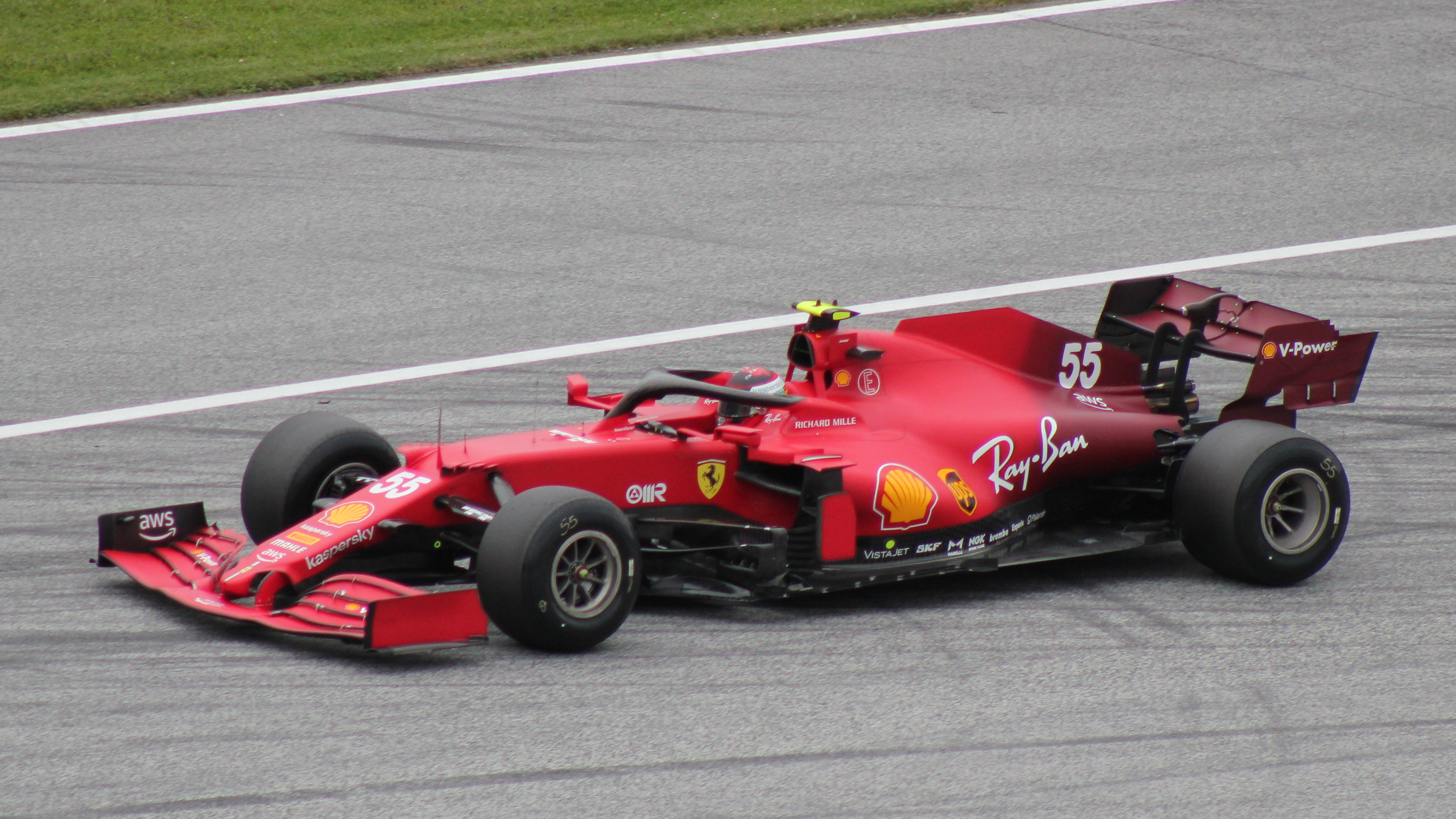
Sainz Jr. nel Gran Premio d'Austria 2021.

I risultati maturati da Sainz nella seconda porzione di stagione sono sempre entro la zona punti; nel Gran Premio di Russia conquista nuovamente il podio, aggiudicandosi la terza posizione. Stabili sono le performance nei successivi appuntamenti, tra le quali si distingue un terzo posto nella sprint qualifying del Gran Premio di San Paolo (gara nella quale l'iberico termina però sesto). La stagione si chiude con il terzo posto nel Gran Premio di Abu Dhabi, quarto podio dell'anno per lo spagnolo.
Le efficaci e conservative prestazioni dello spagnolo gli valgono il quinto posto in assoluto nella classifica piloti, al di sopra del compagno di squadra Leclerc. È, inoltre, l'unico pilota dell'annata a portare a termine ogni gara della stagione.

##### 2022

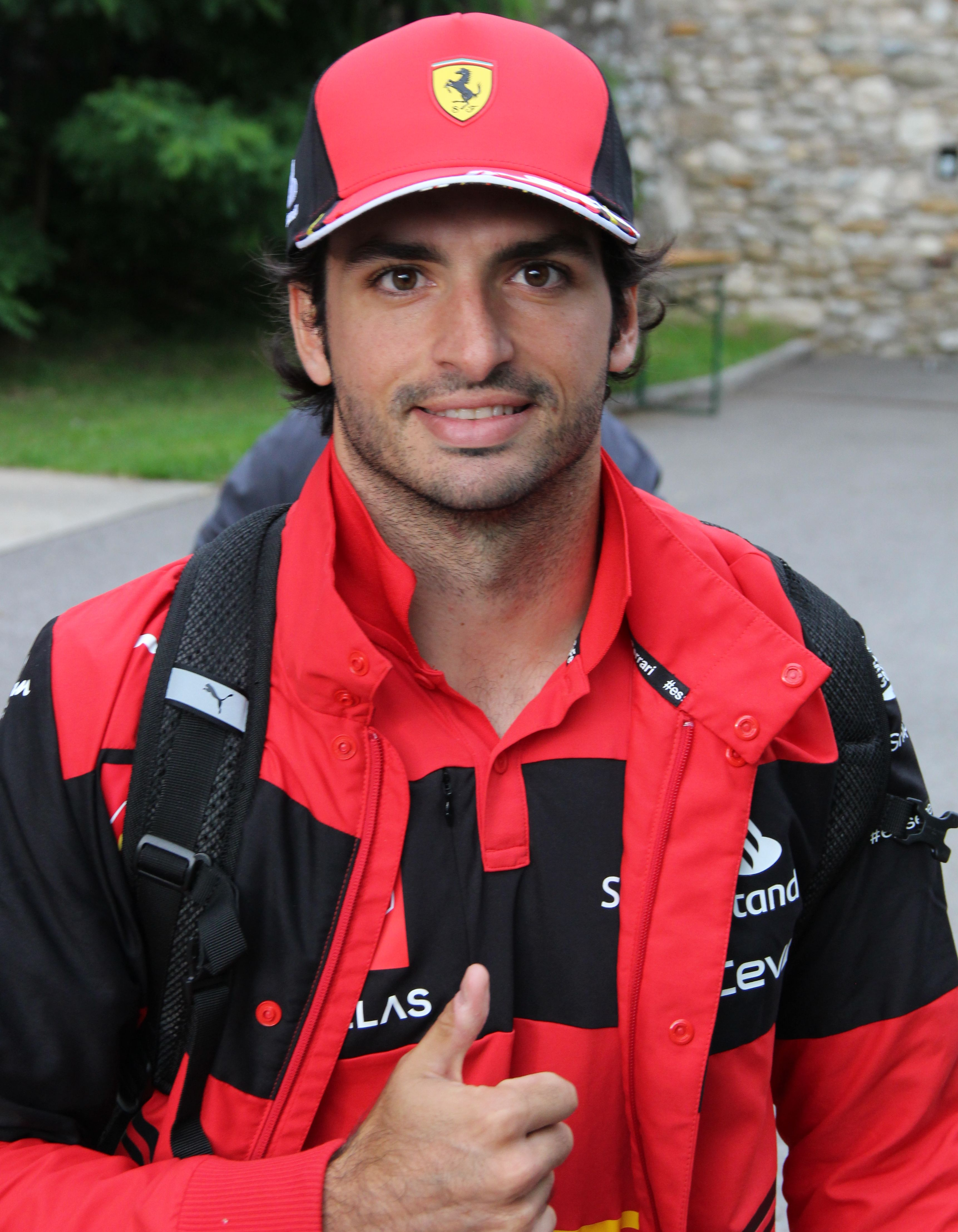
Sainz Jr. nel fine settimana del Gran Premio d'Austria 2022.

Forte della maggiore competitività della Ferrari F1-75, all'esordio stagionale in Bahrein Sainz partecipa alla doppietta ferrarista, aggiudicandosi il secondo posto. Nel seguente Gran Premio d'Arabia Saudita l'iberico, che si classifica terzo, migliora il primato personale di podi consecutivi, portandolo a tre. In Australia, dove parte da nono a causa della bandiera rossa esposta durante l'arrivo sul traguardo e di un problema d'accessione della monoposto, è costretto al suo primo ritiro in rosso dopo aver commesso un errore di gestione; stessa sorte gli tocca anche nel Gran Premio successivo, ad Imola, a causa di un contatto al primo giro con Daniel Ricciardo. Durante la settimana emiliana rinnova il proprio contratto, legandosi al Cavallino fino al 2024. Il madrileno torna sul podio nel Gran Premio di Miami, dove chiude terzo posto alle spalle del compagno di scuderia e Verstappen.
Nel Gran Premio di Barcellona termina alla quarta posizione – stabilendo il miglior piazzamento nella gara di casa – mentre a Monaco parte secondo dietro al compagno di squadra, riuscendo a mantenere la posizione dietro a Sergio Pérez durante una gara resa rocambolesca dalla pioggia inattesa. Nel Gran Premio d'Azerbaigian è costretto al terzo ritiro stagionale a causa di un problema idraulico mentre nel successivo appuntamento a Montréal lo spagnolo conclude alla seconda posizione dopo un finale che lo vede protagonista di un acceso inseguimento nei confronti del leader Verstappen.

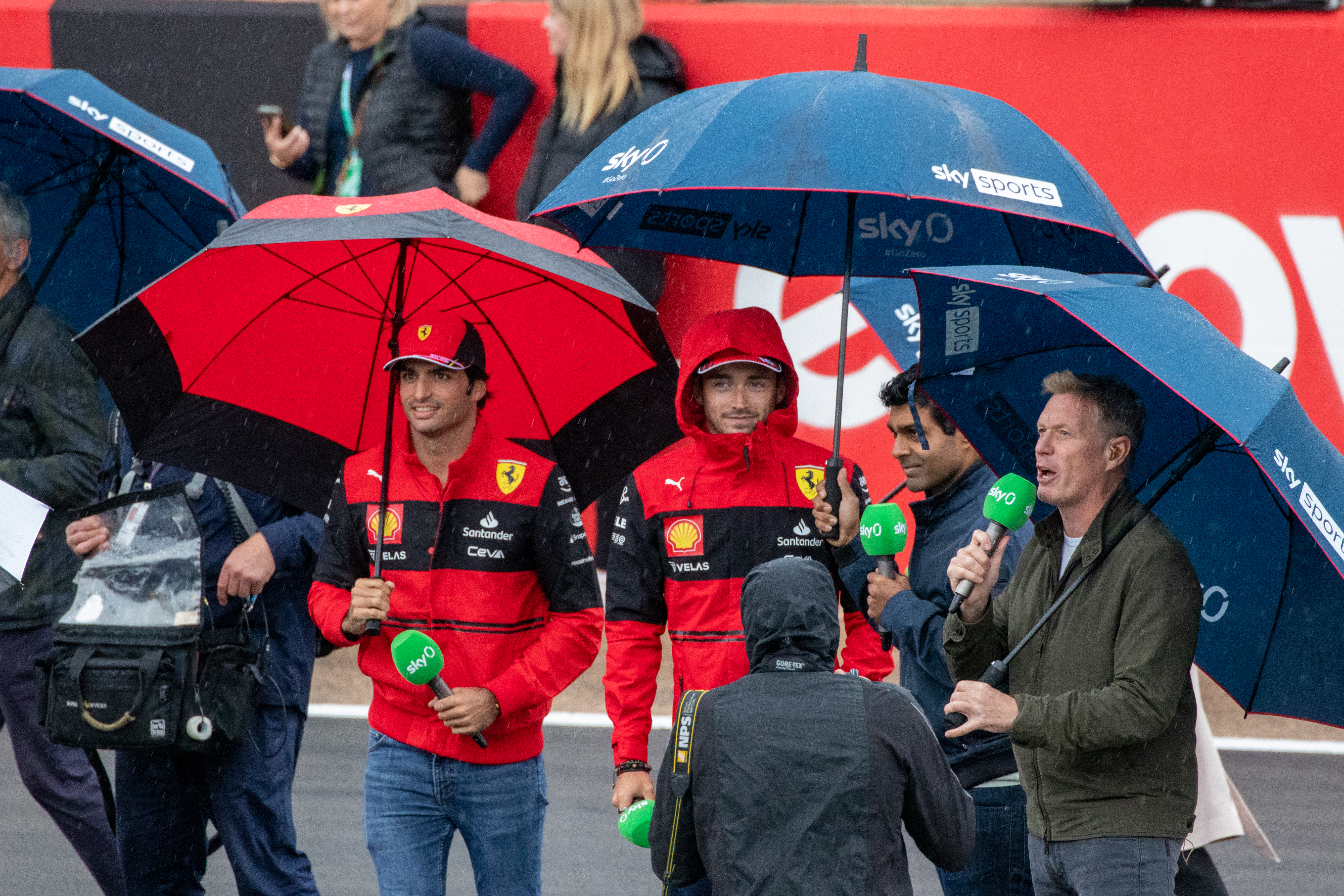
Sainz Jr. e il compagno di squadra Charles Leclerc intervistati durante il fine settimana del Gran Premio di Gran Bretagna 2022.

Nelle qualifiche del Gran Premio di Gran Bretagna a Silverstone, disputatesi sul bagnato, conquista la prima pole position in carriera. In gara, in cui compie la sua 150ª partenza, Sainz ottiene la sua prima vittoria in Formula 1, diventando il secondo spagnolo dopo Fernando Alonso a riuscire nell'impresa, nonché il 40º nella storia della scuderia di Maranello.
Nel Gran Premio d'Austria è costretto al ritiro per un guasto al motore mentre nella gara seguente in Francia si classifica quinto dopo essere scattato 19º a causa di una penalità. A Spa, invece, ottiene la sua seconda pole, non riuscendo però a replicare la vittoria di Silverstone a causa della superiorità delle Red Bull. Nel Gran Premio d'Olanda, dopo essersi qualificato terzo, è vittima di un clamoroso errore ai box, che lo farà concludere ad un deludente quinto posto, diventato ottavo in seguito ad una penalità. Nel Gran Premio d'Italia è nuovamente obbligato a partire dal fondo a causa della sostituzione di svariati elementi della power unit; tuttavia, durante la gara risale fino al quarto posto in soli tredici giri, mantenendo la posizione fino al traguardo.
Sainz torna sul podio nel Gran Premio di Singapore, in cui arriva terzo dopo essere partito quarto. Nel Gran Premio del Giappone, condizionato da una pioggia incessante, perde il controllo della sua monoposto nel corso del primo giro, finendo contro le barriere e terminando anzitempo la gara. Ad Austin, dopo aver ottenuto la pole position, la sua gara finisce nuovamente al primo giro, per un contatto con George Russell. A Città del Messico la Ferrari risulta poco competitiva; nonostante ciò Sainz si dimostra più veloce del compagno di squadra sia in qualifica sia in gara, dove ottiene il quinto posto. 

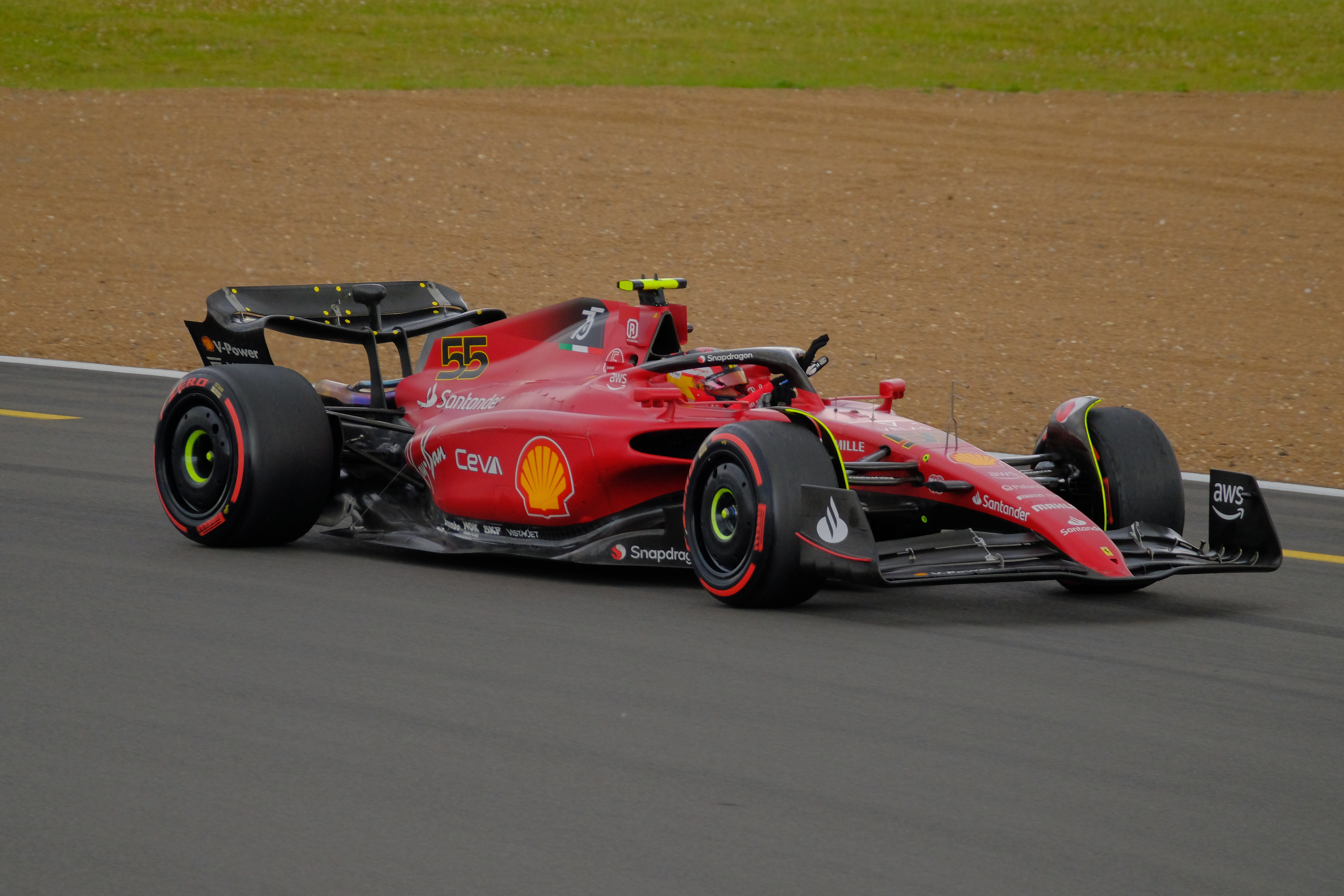
Sainz Jr., nell'abitacolo della Ferrari F1-75, saluta il pubblico di Silverstone dopo avere colto la sua prima vittoria in Formula 1.

Con un podio a San Paolo e un quarto posto ad Abu Dhabi, lo spagnolo conclude la sua seconda stagione in Ferrari con 246 punti, 9 podi, 3 pole, 2 giri veloci e una vittoria, che gli consentono di terminare quinto in classifica piloti.

##### 2023
Nonostante le alte aspettative maturate dopo la conclusione del campionato del 2022 per il progetto della SF-23, già nei primi appuntamenti stagionali la Ferrari presentò numerose difficoltà soprattutto inerenti al consumo dei pneumatici e all'aerodinamica, che precludono sul nascere ogni possibile ambizione mondiale. 

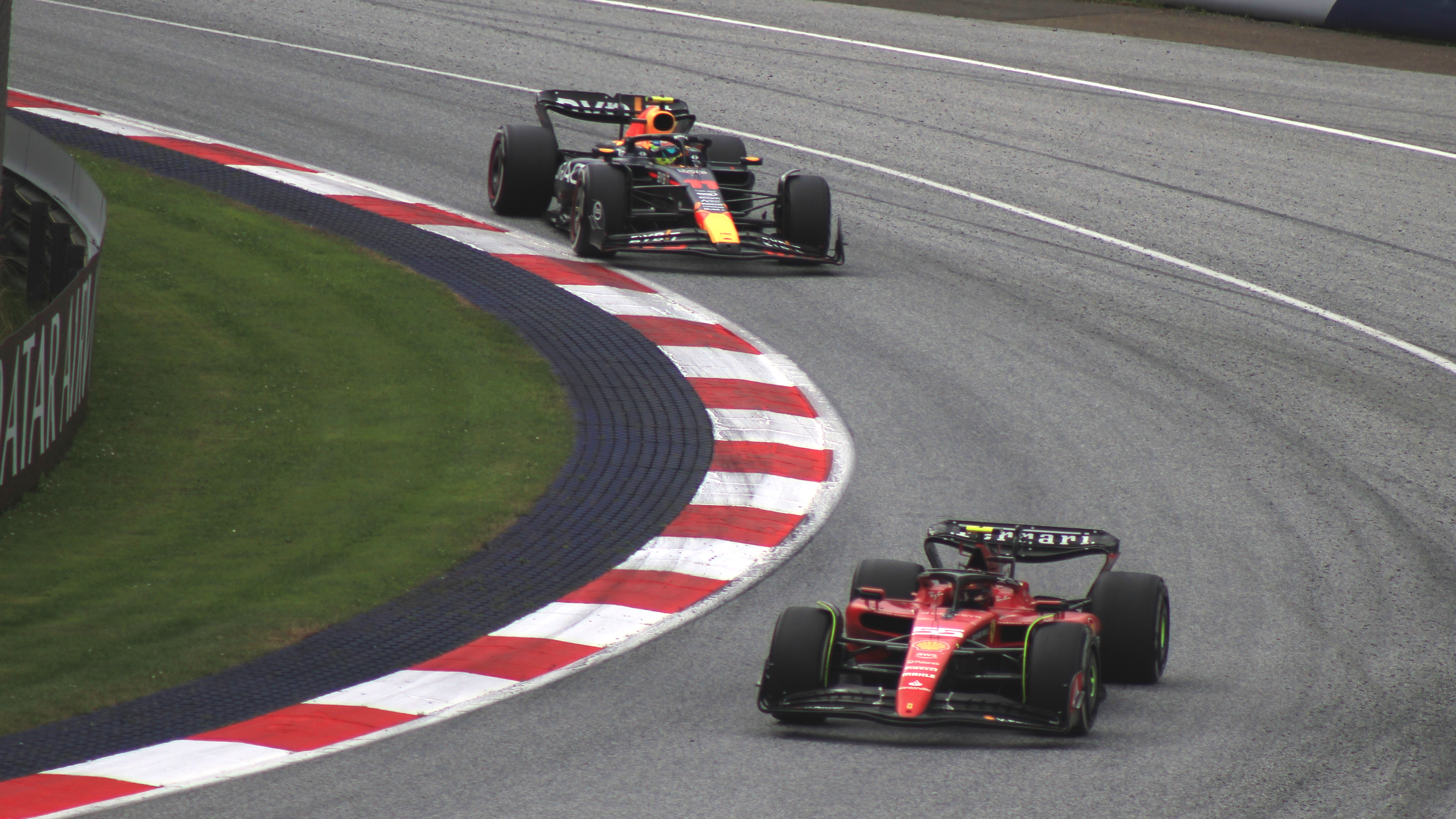
Sainz Jr., su Ferrari SF-23, precede la Red Bull RB19 di Sergio Pérez in una fase della gara di Spielberg.

A differenza del compagno di scuderia Leclerc, tuttavia, Sainz si distingue come pilota consistente riuscendo sin dall'inizio a lottare all'interno della zona punti e persino a battagliare per il podio in Australia, gara terminata in seguito solo 12º per una penalità subita dopo un contatto con Alonso.
Nel prosieguo della prima fase di campionato lo spagnolo riesce a fare complessivamente meglio del monegasco, in quanto pur non ottenendo podi termina tutte le gare in zona punti, collezionando come migliori risultati i quinti posti in Azerbaigian, Miami, Spagna e Canada, per poi contendersi con una lunga e spettacolare difesa su Perez il podio al Gran Premio d'Austria (gara terminata al 6º posto dopo una penalità per track limits), mancando la top ten solo in Belgio per un ritiro. 

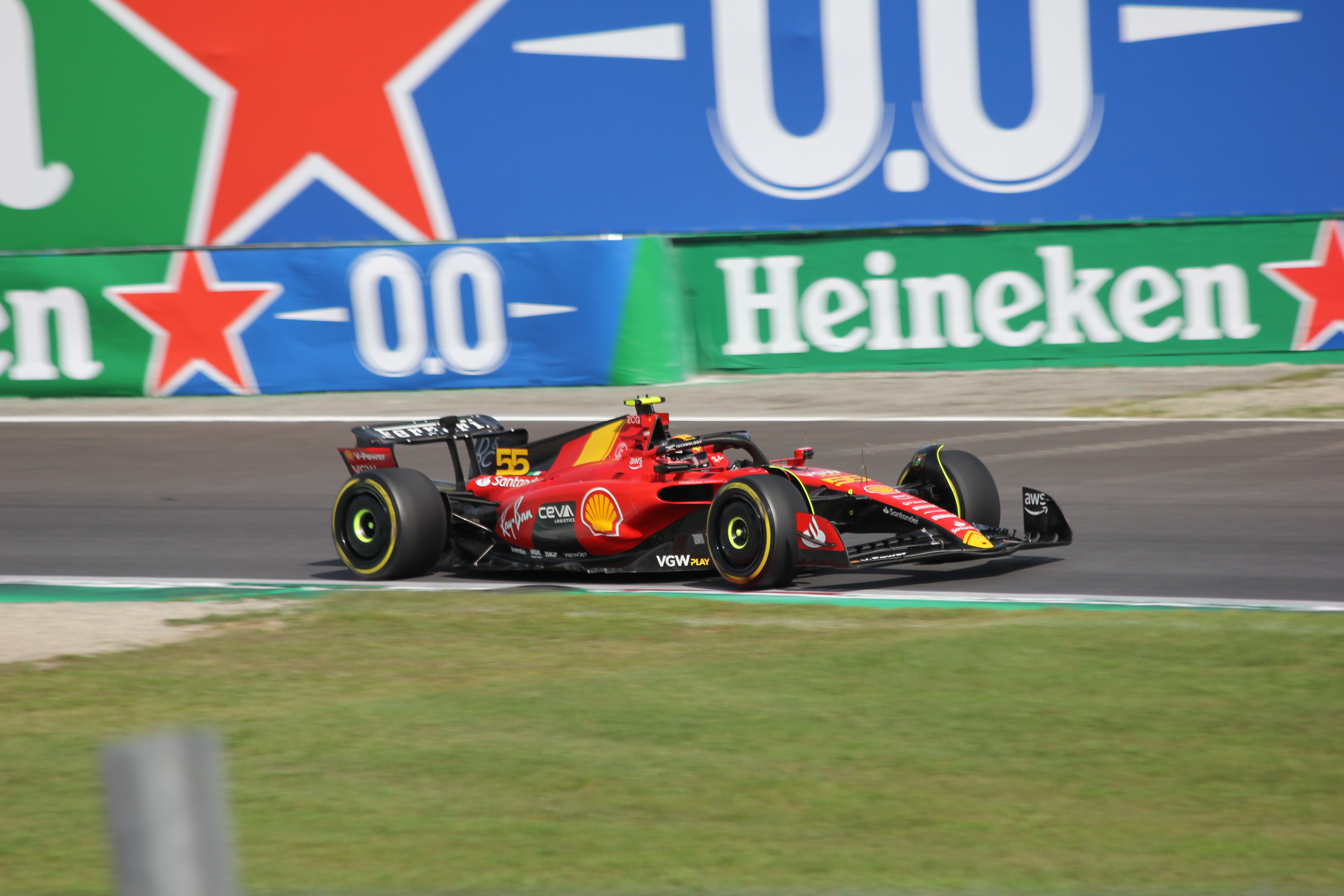
Sainz Jr. nel fine settimana del Gran Premio d'Italia 2023.

Al rientro dalla pausa estiva, in Olanda, riesce a concludere 5º in un fine settimana molto difficile per il team; quindi a Monza, sfruttando al meglio il nuovo pacchetto di aggiornamenti, riesce a far segnare la pole position e terminare 3º dopo un duello accanito con il compagno di squadra. La seconda partenza al palo consecutiva arriva a Singapore, nel Gran Premio che lo ha visto poi conseguire quella che sarà l'unica vittoria stagionale del pilota e della Scuderia Ferrari; l'affermazione rimane l'unica non conseguita dalla Red Bull in un 2023 altrimenti dominato dal team anglo-austriaco. Dopo un ulteriore podio ad Austin, ottenuto a seguito della squalifica di Lewis Hamilton, conclude il campionato in settima posizione con 200 punti, mentre il monegasco riesce a raggiungere il quinto posto con 206.

##### 2024
Il 1º febbraio 2024 viene annunciato l'addio a fine stagione del pilota spagnolo alla Scuderia Ferrari.

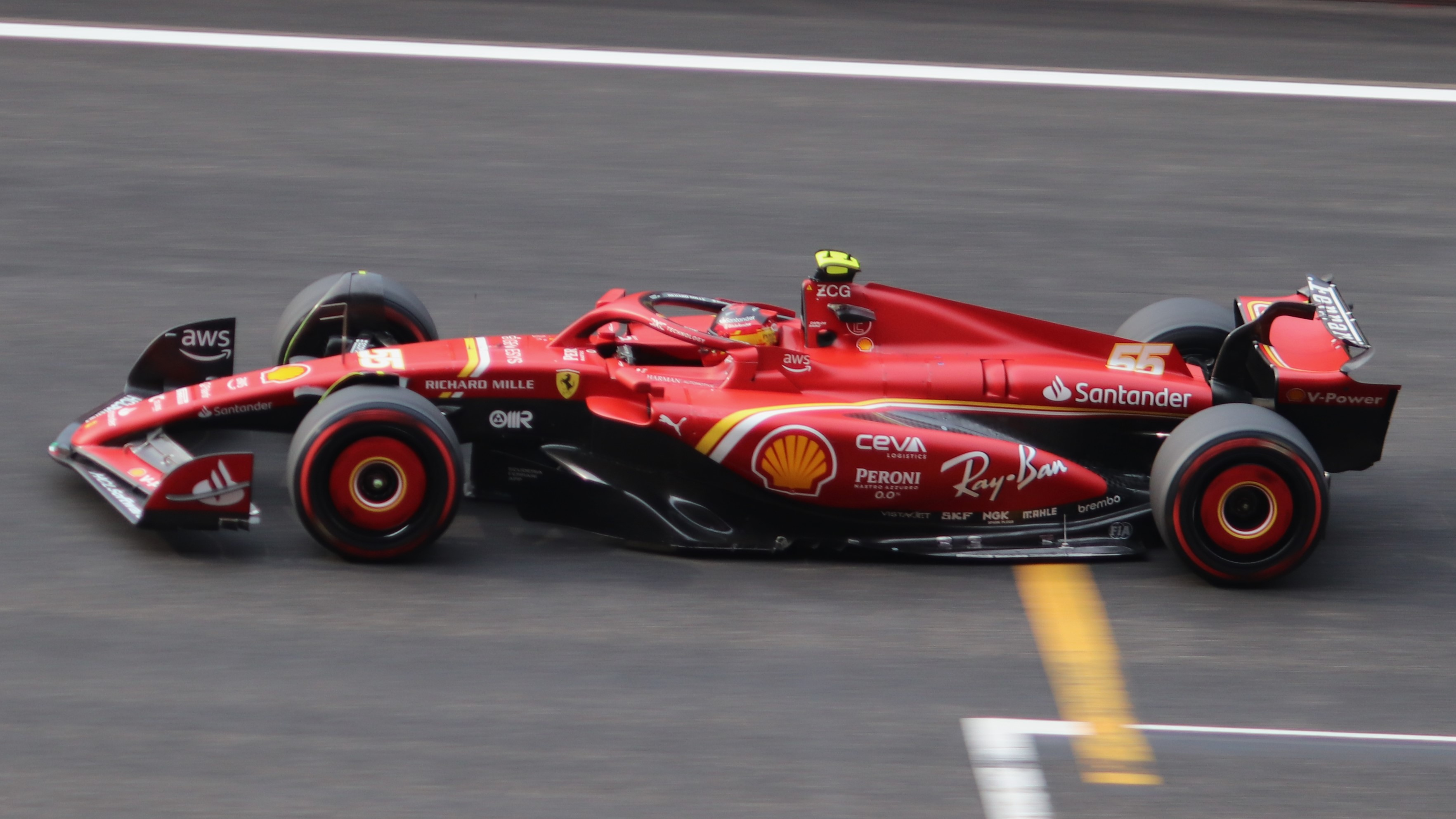
Sainz Jr. su Ferrari SF-24 nel Gran Premio di Cina 2024.

Al primo appuntamento stagionale in Bahrein, conquista il primo podio chiudendo al terzo posto alle spalle delle due Red Bull di Verstappen e Pérez. Nel secondo weekend di gara in Arabia Saudita, partecipa regolarmente alle due sessioni di prove libere del giovedì nonostante le sue condizioni fisiche non siano ottimali. Il mattino seguente però, non partecipa alla terza sessione di prove libere a causa di problemi intestinali, rivelati poi effetti dell'appendicite. Viene quindi operato il giorno delle qualifiche, venendo sostituito per il resto del weekend da Oliver Bearman. A sole due settimane dall'operazione torna in pista in occasione del successivo Gran Premio d'Australia e nonostante presenti ancora alcune difficoltà fisiche, riesce a conquistare la seconda piazza nelle qualifiche del sabato, dietro al poleman Verstappen. In gara conquista la prima posizione nel corso del secondo giro, mantenendola per tutto il resto della gara ed andando così a vincere il Gran Premio, il terzo della carriera, davanti a Leclerc che completa la doppietta Ferrari. Conquista il suo terzo podio stagionale in Giappone, chiudendo terzo dietro ancora alle due Red Bull.
Nei successivi tre appuntamenti in Cina, a Miami e ad Imola coglie tre quinti posti consecutivi (cinque contando anche le Sprint). Torna sul podio a Monaco, chiudendo la gara sul gradino più basso del podio dietro a Piastri e Leclerc. Nel successivo appuntamento in Canada si ritira, mentre nel suo Gran Premio di casa in Spagna coglie un sesto posto. Al Gran Premio d'Austria torna sul podio, in terza posizione sfruttando l'incidente tra Verstappen e Norris. Nei successivi sette appuntamenti non centra mai l'obbiettivo del podio, chiudendo al quarto posto a Monza mentre in Azerbaijan è coinvolto in un incidente con Pérez a due giri dal termine della gara mentre lottavano per il podio. Torna a podio nella Sprint del Gran Premio degli Stati Uniti, risultato che riuscirà a bissare anche la domenica in gara dietro al compagno Leclerc, completando la seconda doppietta stagionale.
La settimana successiva in Messico conquista la prima Pole Position stagionale, dominando la gara della domenica andando a vincere la sua quarta gara in Formula 1, la seconda stagionale. A Gran Premio di Las Vegas conquista la terza posizione dietro alle due Mercedes. All'ultimo appuntamento stagionale ad Abu Dhabi conquista il nono podio stagionale, terminando la gara in seconda posizione dietro solo a Norris che non consente alla Ferrari, nonostante il terzo posto di Leclerc, di conquistare il Campionato Costruttori a discapito della McLaren. Chiude la sua stagione con il cavallino al quinto posto in classifica con 290 punti.

#### Williams (2025-)

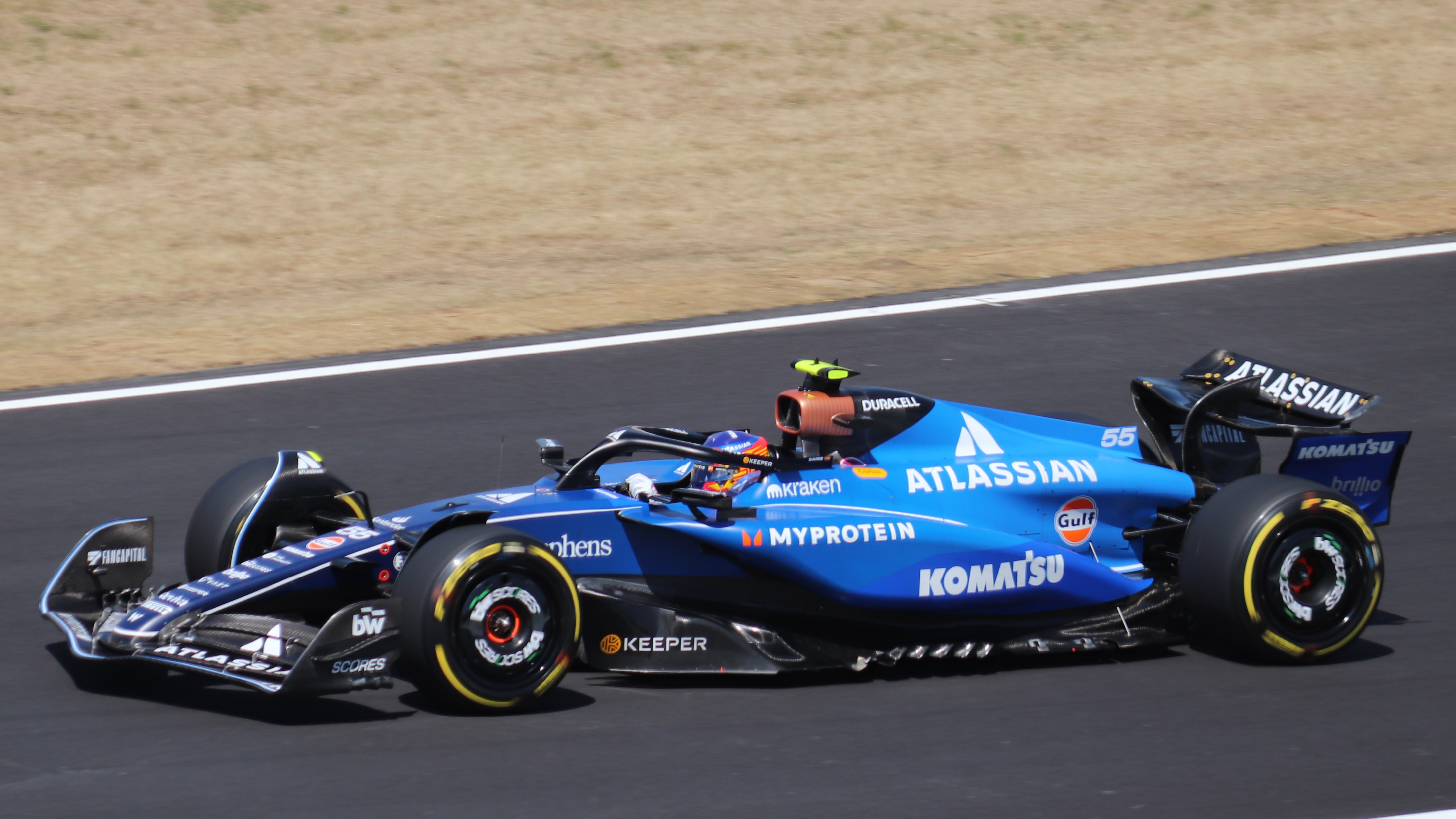
Sainz Jr. sulla Williams FW47 durante le prime prove libere del Gran Premio del Giappone.

Il 29 luglio 2024 viene ufficializzato il suo passaggio alla Williams a partire dalla stagione 2025, con Alexander Albon come nuovo compagno di squadra.
All'indomani del Gran Premio di Abu Dhabi, partecipa già con la Williams FW46 ai test post-stagionali per le nuove mescole Pirelli, tenutisi ad Abu Dhabi il 9 dicembre.
Inizia la stagione con un ritiro in Australia, per poi raccogliere il suo primo punto iridato nell'appuntamento successivo in Cina (sfruttando le squalifiche dei piloti giunti davanti a lui); Sainz, che patisce il nuovo cambio di scuderia, si dimostra in difficoltà e nei successivi due Gp, Giappone e Bahrein, non marcherà punti, arrivando quattordicesimo e subendo un ritiro rispettivamente, ritorna poi a punti in Arabia Saudita, chiudendo ottavo.
Va a punti anche nei successivi tre appuntamenti arrivando nono a Miami, ottavo ad Imola e decimo a Monaco certificando l'ottima prima parte di stagione della scuderia inglese.
Nelle successive gare, complice anche la dichiarata intenzione del team di concentrarsi appieno sulla stagione 2026 rinunciando allo sviluppo della vettura attuale, dimostra alcune difficoltà e nei successivi quattro appuntamenti va a punti solo in Canada (decimo al traguardo), arrivando quattordicesimo in Spagna, non prendendo parte alla gara in Austria e arrivando dodicesimo in Gran Bretagna. Ritorna a punti nella Sprint Race in Belgio concludendola in sesta posizione mentre nella gara lunga arriva diciottesimo, nell'ultima gara prima della pausa estiva in Ungheria arriva quattordicesimo.

## Risultati

### Riepilogo
| Stagione | Categoria                        | Team                      | Gare | Vittorie | Pole | GPV | Podi | Punti | Pos. |
| -------- | -------------------------------- | ------------------------- | ---- | -------- | ---- | --- | ---- | ----- | ---- |
| 2010     | Formula BMW Europea              | EuroInternational         | 16   | 1        | 2    | 2   | 5    | 227   | 4º   |
| 2010     | Formula BMW Pacifico             | EuroInternational         | 9    | 2        | 3    | 2   | 5    | N/A   | NC†  |
| 2010     | Eurocup Formula Renault 2.0      | Epsilon Euskadi           | 2    | 0        | 0    | 2   | 1    | N/A   | NC†  |
| 2010     | Eurocup Formula Renault 2.0      | Tech 1 Racing             | 2    | 0        | 0    | 0   | 0    | N/A   | NC†  |
| 2010     | F3 Europea Open                  | De Villota Motorsport     | 4    | 0        | 0    | 0   | 1    | N/A   | NC†  |
| 2010     | Formula Renault UK Winter Series | Koiranen Bros. Motorsport | 2    | 0        | 0    | 0   | 0    | 18    | 18º  |
| 2011     | Eurocup Formula Renault 2.0      | Koiranen Motorsport       | 14   | 2        | 4    | 5   | 10   | 200   | 2º   |
| 2011     | Formula Renault 2.0 NEC          | Koiranen Motorsport       | 20   | 10       | 8    | 12  | 17   | 489   | 1º   |
| 2011     | Formula 3 Euro Series            | Signature                 | 3    | 0        | 0    | 0   | 0    | N/A   | NC†  |
| 2011     | Gran Premio di Macao             | Signature                 | 1    | 0        | 0    | 0   | 0    | N/A   | 17º  |
| 2012     | Formula 3 britannica             | Carlin                    | 26   | 5        | 1    | 2   | 9    | 224   | 6º   |
| 2012     | Formula 3 Euro Series            | Carlin                    | 24   | 0        | 2    | 0   | 2    | 112   | 9º   |
| 2012     | FIA Formula 3 Europea            | Carlin                    | 20   | 1        | 2    | 1   | 5    | 161   | 5º   |
| 2012     | Masters di Formula 3             | Carlin                    | 1    | 0        | 0    | 0   | 0    | N/A   | 4º   |
| 2012     | Gran Premio di Macao             | Carlin                    | 1    | 0        | 0    | 0   | 0    | N/A   | 7º   |
| 2013     | GP3 Series                       | MW Arden                  | 16   | 0        | 1    | 2   | 2    | 66    | 10º  |
| 2013     | Formula V8 3.5                   | Zeta Corse                | 9    | 0        | 0    | 1   | 0    | 22    | 19º  |
| 2014     | Formula V8 3.5                   | DAMS                      | 17   | 7        | 7    | 6   | 7    | 227   | 1º   |
| 2015     | Formula 1                        | Scuderia Toro Rosso       | 19   | 0        | 0    | 0   | 0    | 18    | 15º  |
| 2016     | Formula 1                        | Scuderia Toro Rosso       | 21   | 0        | 0    | 0   | 0    | 46    | 12º  |
| 2017     | Formula 1                        | Scuderia Toro Rosso       | 16   | 0        | 0    | 0   | 0    | 54    | 9º   |
| 2017     | Formula 1                        | Renault Sport F1 Team     | 4    | 0        | 0    | 0   | 0    | 54    | 9º   |
| 2018     | Formula 1                        | Renault Sport F1 Team     | 21   | 0        | 0    | 0   | 0    | 53    | 10º  |
| 2019     | Formula 1                        | McLaren F1 Team           | 21   | 0        | 0    | 0   | 1    | 96    | 6º   |
| 2020     | Formula 1                        | McLaren F1 Team           | 16   | 0        | 0    | 1   | 1    | 105   | 6º   |
| 2021     | Formula 1                        | Scuderia Ferrari          | 22   | 0        | 0    | 0   | 4    | 164,5 | 5º   |
| 2022     | Formula 1                        | Scuderia Ferrari          | 22   | 1        | 3    | 2   | 9    | 246   | 5º   |
| 2023     | Formula 1                        | Scuderia Ferrari          | 21   | 1        | 2    | 0   | 3    | 200   | 7º   |
| 2024     | Formula 1                        | Scuderia Ferrari          | 23   | 2        | 1    | 1   | 9    | 290   | 5º   |
| 2025     | Formula 1                        | Williams Racing           | 14   | 0        | 0    | 0   | 0    | 13*   |      |

† Pilota ospite, non può ottenere punti.

### Formula 3 Euro Series
(legenda) (Le gare in grassetto indicano la pole) (Le gare in corsivo indicano il giro veloce)
| Anno | Squadra   | Motore     | 1   | 2   | 3   | 4   | 5   | 6   | 7   | 8   | 9   | 10  | 11  | 12  | 13  | 14  | 15  | 16  | 17  | 18  | 19  | 20  | 21  | 22  | 23  | 24  | 25  | 26  | 27  | Punti | Pos. |
| ---- | --------- | ---------- | --- | --- | --- | --- | --- | --- | --- | --- | --- | --- | --- | --- | --- | --- | --- | --- | --- | --- | --- | --- | --- | --- | --- | --- | --- | --- | --- | ----- | ---- |
| 2011 | Signature | Volkswagen | LEC | LEC | LEC | HOC | HOC | HOC | ZAN | ZAN | ZAN | RBR | RBR | RBR | NOR | NOR | NOR | NÜR | NÜR | NÜR | SIL | SIL | SIL | VAL | VAL | VAL | HOC | HOC | HOC | 0     | NC   |
| 2011 | Signature | Volkswagen |     |     |     |     |     |     |     |     |     |     |     |     |     |     |     |     |     |     |     |     |     |     |     |     | Rit | Rit | 5   | 0     | NC   |
| 2012 | Carlin    | Volkswagen | HOC | HOC | HOC | BRH | BRH | BRH | RBR | RBR | RBR | NOR | NOR | NOR | NÜR | NÜR | NÜR | ZAN | ZAN | ZAN | VAL | VAL | VAL | HOC | HOC | HOC |     |     |     | 112   | 9º   |
| 2012 | Carlin    | Volkswagen | 2   | 5   | 2   | 4   | 6   | 4   | 16† | 7   | 5   | Rit | 25† | 19  | 7   | 15  | 10  | 11  | 9   | 5   | Rit | 10  | 6   | Rit | 13  | 11  |     |     |     | 112   | 9º   |

† Il pilota non ha terminato la gara, ma è stato classificato poiché ha completato oltre il 90% della distanza di gara.

### GP3 Series
(legenda) (Le gare in grassetto indicano la pole) (Le gare in corsivo indicano il giro veloce)
| Anno | Squadra  | 1   | 2   | 3   | 4   | 5   | 6   | 7   | 8   | 9   | 10  | 11  | 12  | 13  | 14  | 15  | 16  | Punti | Pos. |
| ---- | -------- | --- | --- | --- | --- | --- | --- | --- | --- | --- | --- | --- | --- | --- | --- | --- | --- | ----- | ---- |
| 2013 | MW Arden | CAT | CAT | VAL | VAL | SIL | SIL | NÜR | NÜR | HUN | HUN | SPA | SPA | MNZ | MNZ | YMC | YMC | 66    | 10º  |
| 2013 | MW Arden | 15  | SQ  | 5   | 3   | 13  | 13  | 6   | 5   | 5   | 2   | Rit | 13  | 9   | 9   | SQ  | 18  | 66    | 10º  |

### Formula Renault 3.5 Series
(legenda) (Le gare in grassetto indicano la pole) (Le gare in corsivo indicano il giro veloce)
| Anno | Squadra | 1   | 2   | 3   | 4   | 5   | 6   | 7   | 8   | 9   | 10  | 11  | 12  | 13  | 14  | 15  | 16  | 17  | Punti | Pos. |
| ---- | ------- | --- | --- | --- | --- | --- | --- | --- | --- | --- | --- | --- | --- | --- | --- | --- | --- | --- | ----- | ---- |
| 2013 | Ferrari | MNZ | MNZ | ALC | ALC | MON | SPA | SPA | MSC | MSC | RBR | RBR | HUN | HUN | LEC | LEC | CAT | CAT | 22    | 19º  |
| 2013 | Ferrari |     |     |     |     | 6   | Rit | 18† |     |     |     |     | 7   | 22  | 16† | Rit | Rit | 6   | 22    | 19º  |
| 2014 | DAMS    | MNZ | MNZ | ALC | ALC | MON | SPA | SPA | MSC | MSC | NÜR | NÜR | HUN | HUN | LEC | LEC | JER | JER | 227   | 1º   |
| 2014 | DAMS    | 18  | 1   | 1   | 4   | 4   | 1   | 1   | 14  | 6   | 1   | Rit | 4   | 6   | 1   | 1   | 15  | 11  | 227   | 1º   |

† Il pilota non ha terminato la gara, ma è stato classificato poiché ha completato oltre il 90% della distanza di gara.

### Risultati in Formula 1
| 2015 | Scuderia   | Vettura |   |   |    |     |   |    |    |     |     |     |     |    |   |    |     |   |    |     |    |  |  |  |  |  | Punti | Pos. |
| ---- | ---------- | ------- | - | - | -- | --- | - | -- | -- | --- | --- | --- | --- | -- | - | -- | --- | - | -- | --- | -- |  |  |  |  |  | ----- | ---- |
| 2015 | Toro Rosso | STR10   | 9 | 8 | 13 | Rit | 9 | 10 | 12 | Rit | Rit | Rit | Rit | 11 | 9 | 10 | Rit | 7 | 13 | Rit | 11 |  |  |  |  |  | 18    | 15º  |

| 2016 | Scuderia   | Vettura |   |     |   |    |   |   |   |     |   |   |   |    |     |    |    |    |    |   |    |   |     |  |  |  | Punti | Pos. |
| ---- | ---------- | ------- | - | --- | - | -- | - | - | - | --- | - | - | - | -- | --- | -- | -- | -- | -- | - | -- | - | --- |  |  |  | ----- | ---- |
| 2016 | Toro Rosso | STR11   | 9 | Rit | 9 | 12 | 6 | 8 | 9 | Rit | 8 | 8 | 8 | 14 | Rit | 15 | 14 | 11 | 17 | 6 | 16 | 6 | Rit |  |  |  | 46    | 12º  |

| 2017 | Scuderia           | Vettura      |   |   |     |    |   |   |     |   |     |     |   |    |    |   |     |     |   |     |    |     |  |  |  |  | Punti | Pos. |
| ---- | ------------------ | ------------ | - | - | --- | -- | - | - | --- | - | --- | --- | - | -- | -- | - | --- | --- | - | --- | -- | --- |  |  |  |  | ----- | ---- |
| 2017 | Toro Rosso Renault | STR12 R.S.17 | 8 | 7 | Rit | 10 | 7 | 6 | Rit | 8 | Rit | Rit | 7 | 10 | 14 | 4 | Rit | Rit | 7 | Rit | 11 | Rit |  |  |  |  | 54    | 9º   |

| 2018 | Scuderia | Vettura |    |    |   |   |   |    |   |   |    |     |    |   |    |   |   |    |    |   |     |    |   |  |  |  | Punti | Pos. |
| ---- | -------- | ------- | -- | -- | - | - | - | -- | - | - | -- | --- | -- | - | -- | - | - | -- | -- | - | --- | -- | - |  |  |  | ----- | ---- |
| 2018 | Renault  | R.S.18  | 10 | 11 | 9 | 5 | 7 | 10 | 8 | 8 | 12 | Rit | 12 | 9 | 11 | 8 | 8 | 17 | 10 | 7 | Rit | 12 | 6 |  |  |  | 53    | 10º  |

| 2019 | Scuderia | Vettura |     |     |    |   |   |   |    |   |   |   |   |   |     |     |    |   |   |    |   |   |    |  |  |  | Punti | Pos. |
| ---- | -------- | ------- | --- | --- | -- | - | - | - | -- | - | - | - | - | - | --- | --- | -- | - | - | -- | - | - | -- |  |  |  | ----- | ---- |
| 2019 | McLaren  | MCL34   | Rit | 19* | 14 | 7 | 8 | 6 | 11 | 6 | 8 | 6 | 5 | 5 | Rit | Rit | 12 | 6 | 5 | 14 | 8 | 3 | 10 |  |  |  | 96    | 6º   |

| 2020 | Scuderia | Vettura |   |   |   |    |    |   |    |   |     |     |   |   |   |   |   |   |   |  |  |  |  |  |  |  | Punti | Pos. |
| ---- | -------- | ------- | - | - | - | -- | -- | - | -- | - | --- | --- | - | - | - | - | - | - | - |  |  |  |  |  |  |  | ----- | ---- |
| 2020 | McLaren  | MCL35   | 5 | 9 | 9 | 13 | 13 | 6 | NP | 2 | Rit | Rit | 5 | 6 | 7 | 5 | 5 | 4 | 6 |  |  |  |  |  |  |  | 105   | 6º   |

| 2021 | Scuderia | Vettura |   |   |    |   |   |   |    |   |   |   |   |     |   |   |   |   |   |   |    |   |   |   |  |  | Punti | Pos. |
| ---- | -------- | ------- | - | - | -- | - | - | - | -- | - | - | - | - | --- | - | - | - | - | - | - | -- | - | - | - |  |  | ----- | ---- |
| 2021 | Ferrari  | SF21    | 8 | 5 | 11 | 7 | 2 | 8 | 11 | 6 | 5 | 6 | 3 | 10‡ | 7 | 6 | 3 | 8 | 7 | 6 | 63 | 7 | 8 | 3 |  |  | 164,5 | 5º   |

| 2022 | Scuderia | Vettura |   |   |     |      |   |   |   |     |   |   |      |   |   |   |   |   |   |     |     |   |    |   |  |  | Punti | Pos. |
| ---- | -------- | ------- | - | - | --- | ---- | - | - | - | --- | - | - | ---- | - | - | - | - | - | - | --- | --- | - | -- | - |  |  | ----- | ---- |
| 2022 | Ferrari  | F1-75   | 2 | 3 | Rit | Rit4 | 3 | 4 | 2 | Rit | 2 | 1 | Rit3 | 5 | 4 | 3 | 8 | 4 | 3 | Rit | Rit | 5 | 32 | 4 |  |  | 246   | 5º   |

| 2023 | Scuderia | Vettura |   |   |    |   |   |   |   |   |    |    |   |      |   |   |   |   |     |    |   |    |   |     |  |  | Punti | Pos. |
| ---- | -------- | ------- | - | - | -- | - | - | - | - | - | -- | -- | - | ---- | - | - | - | - | --- | -- | - | -- | - | --- |  |  | ----- | ---- |
| 2023 | Ferrari  | SF-23   | 4 | 6 | 12 | 5 | 5 | 8 | 5 | 5 | 63 | 10 | 8 | Rit4 | 5 | 3 | 1 | 6 | NP6 | 36 | 4 | 68 | 6 | 18* |  |  | 200   | 7º   |

| 2024 | Scuderia | Vettura |   |    |   |   |   |   |   |   |     |   |    |   |   |   |   |   |     |   |   |   |      |   |    |   | Punti | Pos. |
| ---- | -------- | ------- | - | -- | - | - | - | - | - | - | --- | - | -- | - | - | - | - | - | --- | - | - | - | ---- | - | -- | - | ----- | ---- |
| 2024 | Ferrari  | SF-24   | 3 | SP | 1 | 3 | 5 | 5 | 5 | 3 | Rit | 6 | 35 | 5 | 6 | 6 | 5 | 4 | 18* | 7 | 2 | 1 | Rit5 | 3 | 64 | 2 | 290   | 5º   |

| 2025 | Scuderia | Vettura |     |    |    |     |   |   |   |    |    |    |    |    |     |    |  |  |  |  |  |  |  |  |  |  | Punti | Pos. |
| ---- | -------- | ------- | --- | -- | -- | --- | - | - | - | -- | -- | -- | -- | -- | --- | -- |  |  |  |  |  |  |  |  |  |  | ----- | ---- |
| 2025 | Williams | FW47    | Rit | 10 | 14 | Rit | 8 | 9 | 8 | 10 | 14 | 10 | NP | 12 | 186 | 14 |  |  |  |  |  |  |  |  |  |  | 16    |      |

| Legenda | 1º posto     | 2º posto | 3º posto    | A punti         | Senza punti/Non class.  | Grassetto – Pole position Corsivo – Giro più veloce Apice – Risultato Sprint (A punti) |
| Legenda | Squalificato | Ritirato | Non partito | Non qualificato | Solo prove/Terzo pilota | Grassetto – Pole position Corsivo – Giro più veloce Apice – Risultato Sprint (A punti) |

* Non ha terminato, ma è stato classificato in quanto aveva completato più del 90% della distanza di gara.
‡ Metà punti assegnati poiché è stata completata meno del 75% della distanza di gara.